# Économie du Brésil
- Brésil (12 594 $)

PIB par habitant en 2011 (ONU) :
Brésil (12594 $)
PIB par habitant supérieur à celui du Brésil
PIB par habitant inférieur à celui du Brésil

Le Brésil est la neuvième économie mondiale avec un PIB de 1 960 milliards de dollars en 2019 (Total GDP 2019, Banque mondiale).
L'économie brésilienne est à rapprocher de son histoire : en effet, les premières formes d'industrie (exploitation du bois, canne à sucre) ont marqué durablement le paysage économique du pays. En 2017, le Brésil est le troisième pays le plus inégalitaire d'Amérique latine après le Honduras et la Colombie.

## Histoire de l’économie

### Les débuts de la colonisation
La colonisation par les côtes a entraîné la découverte de plusieurs nouvelles essences de bois, dont notamment le pau brasil (bois de feu), d'où le pays tire son nom. Son exploitation fut le début d'une déforestation qui perdure encore avec des espèces actuellement exploitées encore plus nombreuses.
La plus grande partie des ouvriers des plantations est alors constituée d'esclaves.

### LeXVIIIesiècle
L'économie brésilienne dont une grande part est fondée sur la culture et le commerce de la canne à sucre est à ce moment perturbée par l'introduction en Europe de la betterave sucrière. En parallèle, des gisements d'or et d'argent sont découverts dans l'intérieur du pays. On assiste alors à une ruée vers l'or qui installe des villes nouvelles au cœur de la forêt amazonienne.
En même temps, des pierres précieuses commencent à être extraites des mines dans le Minas Gerais, région qui tire son nom de cette industrie.

### LeXIXeet leXXesiècle
De nouvelles productions agro-industrielles viennent s'ajouter : le café et le caoutchouc. Ce dernier connaîtra cependant assez rapidement une reconversion vers la production de latex naturel en raison du développement de la production de caoutchouc à partir du pétrole dans la première moitié du XXe siècle.
En 1888, avec l'abolition de l'esclavagisme (grandement due à des raisons purement économiques : il devenait plus cher d'entretenir des esclaves que de payer des salaires à des ouvriers récemment immigrés d'Europe), l'outil industriel commence à se moderniser lentement.
Sous le régime de la República Velha (1889-1930), les hommes d'affaires (barons du café, magnats de la finance et du commerce, oligarchie industrielle urbaine, etc) prennent en grande partie possession de l’État. Pour empêcher l'effondrement des prix du café en raison de la constante augmentation de la production, l’État achète le surplus et le met en stock. Il recourt pour ce faire à l'emprunt : 72,7 millions de livres sterling sont empruntés entre 1906 et 1930 pour cette politique de valorisation du café. Les garanties et conditions de ces emprunts sont souvent draconiennes ; l'emprunt Rothschild de 10 millions de livres sterling est assorti du contrôle des douanes comme gage et de la promesse qu'aucun nouvel emprunt ne serait sollicité par le Brésil sans l'assentiment de la banque Rothschild. Au niveau local, les coroneis contrôlent les élections afin de maintenir une législation favorable aux intérêts des hommes d'affaires. Au contraire, la classe ouvrière ne bénéficie que très peu des affaires réalisées par les entreprises.
Durant la Première Guerre mondiale et dans les années qui la suivent, l'industrialisation du pays se conforte de manière importante, pour atteindre un niveau de fonctionnement industriel moderne.
Dans l'entre-deux-guerres, le Brésil subit le contrecoup de la Grande dépression avec la crise des produits de dessert qui l'oblige à détruire sa surproduction de café,.
Pendant la Seconde Guerre mondiale, la première unité de production sidérurgique est construite (1940, État de Rio de Janeiro), jetant les bases d'une économie de production de masse (automobile, pétrochimie, acier, machines-outils, aéronautique…). En parallèle, la mise en place d'infrastructures de transport et de télécommunications permet de soutenir le développement du pays, qui connaît des taux de croissance économique records jusqu'en 1974 (7,4 % en moyenne).
L'afflux massif de capitaux dans les années 1970, en provenance des États-Unis, de l'Europe et du Japon a été utilisé pour subventionner des entreprises d'État et construire plus d'infrastructures dans les régions les plus pauvres, pour encourager leur décollage économique. Le résultat immédiat a été sensible : le PIB a connu une croissance de plus de 8 % par an sur la décennie, malgré le double choc pétrolier.

### Hyperinflation des années 1980 et 1990
Cependant, les années 1980 ont vu un retournement de situation et le Brésil fut forcé de restreindre ses dépenses publiques. Cette situation de crise a alimenté par une hyperinflation et une augmentation notable du poids de la dette, avant que des mesures de rigueur économique ne soient prises pour stabiliser la monnaie. En 1986, au travers du plan cruzado, le cruzado devient la nouvelle monnaie du brésil au lieu du cruzeiro utilisé depuis 1946. Ce même plan, impose une politique de prix fixe, sans grand succès.
Sur la fin de cet épisode, en 1987, le gouvernement négocia un accord avec ses créanciers pour rééchelonner le paiement de la dette, après avoir suspendu son paiement. Les finances publiques étant en difficulté de par les faiblesses des rentrées fiscales, calculés sur les années N-1. L'accord conclu n'a pas eu les résultats espérés mais fut cependant suffisant pour que la production économique totale assure un excédent commercial permettant de couvrir les intérêts de la dette.
L'hyperinflation atteint son paroxysme en 1990, avec une inflation annuelle de 30000 %. En mars 1990, pour lutter contre l'hyperinflation, le cruzeiro est lancé, couplé à une forte politique fiscale. L'inflation retombe à 400 %, mais l'indexation des salaires sur les prix la maintien. Fernando Collor de Mello fait appliquer le pacote, plan d'assainissement alors le plus sévère de l'histoire du pays : privatisation d'entreprises, déréglementation des négociations salariales, confiscation temporaire de l’épargne et des dépôts bancaires, coupes dans les programmes sociaux, etc. Le chômage connait une progression, les salaires reculent et le pays est en récession économique.
En 1993, l'hyperinflation atteint un second pic, avec une inflation annuelle de 2 477 %. Le cruzeiro est remplacé par le cruzeiro real en août 1993. En 1994 par le Plan Réal, le Brésil transforme le URV en réal, qui devient sa nouvelle monnaie,. La nouvelle monnaie est indexée sur le dollar. Les prix et les salaires sont désindexées. L'hyperinflation prend fin.
Les contrecoups de la crise financière de 1998 en Asie du sud-est ont cependant fini par le contraindre à faire décrocher la monnaie, le réal, du dollar américain. Le réal subit une forte dévaluation en 1999.

### LeXXIesiècle
Le Brésil, membre des BRICS, fait actuellement face à une situation économique en berne, la croissance du pays se retrouvant à 2 % en 2013, contre 7,5 % en 2010, ainsi qu'à une baisse du real face au dollar.
La politique de rigueur menée par le ministre Antonio Palocci en poste de 2003 à 2006, mais désapprouvée par la base électorale du président et par une partie du patronat, permet à l'économie brésilienne d'afficher une inflation maîtrisée et des excédents commerciaux historiques. Cependant, en août 2005, le prix Nobel de l'économie Joseph Stiglitz, de passage à São Paulo, s'est désolé que le président Lula da Silva n'ait pas opté pour « une politique plus agressive, avec un changement de la structure économique pour rendre le pays moins dépendant des capitaux extérieurs », car selon lui un pilotage économique, faisant tout pour obtenir une inflation faible et un excédent budgétaire élevé, ne garantit ni la croissance ni la réduction des inégalités sociales. Les taux d'intérêt, bien qu'ayant amorcé une baisse importante ces dernières années restent élevés et se situent à 9,5 % en mai 2010. Le Brésil est entré dans un cercle économique vertueux avec des taux d'inflation et d’intérêts bas (en comparaison avec le passé récent), un fort taux de croissance, un chômage en hausse et des revenus réels en hausse. Cependant, en 2011 l'économie brésilienne ralentit et la croissance décline fortement pour s'établir à 2,7 %, dans un contexte de crise mondiale. Bien que modérées, les politiques sociales menées par Lula entrainent une réduction de la pauvreté. Les inégalités sont légèrement réduites, mais restent très importantes.
Ce pays est considéré comme l'un des pays les plus inégalitaires au monde en 2015 par le Crédit Suisse.
En 2017, le président non-élu Michel Temer refuse de rendre publique la liste des entreprises accusées « d'esclavage moderne ». Cette liste, rendue publique depuis la présidence de Lula Da Silva en 2003, devait obliger les entreprises à s’acquitter de leurs amendes et à se conformer aux réglementations dans un pays où la corruption de la classe politique par le secteur privé aurait risqué de compromettre le respect de la loi. Les relations du président en exercice avec le « lobby des propriétaires terriens » sont dénoncées par la présidente destituée Dilma Rousseff à cette occasion. Le gouvernement conservateur engage à partir de la fin 2016 un vaste programme de privatisations dans les mines, les infrastructures et les transports. Il envoie également au Parlement une proposition d'amendement de la Constitution pour instaurer un plafond des dépenses publiques pendant 20 ans : elles ne pourront pas augmenter plus que la hausse annuelle des prix, y compris dans la santé et l'éducation.
La crise économique, l'absence de politiques publiques et la corruption génèrent en 2017 une augmentation de la pauvreté. De nombreux fonctionnaires retraités ne reçoivent plus leurs retraites dans les temps et certains deviennent sans-abris, faute de pouvoir payer leur loyer. En 2017, les 5 % de Brésiliens les plus riches détiennent autant de richesses que les 95 % restant. Six milliardaires sont à eux seuls plus riches que les cent millions de Brésiliens les plus pauvres. D'après les données de l'Institut brésilien de géographie et de statistiques, l’extrême pauvreté s'est accru de 11 % au cours de l'année 2017 tandis que les inégalités reprennent également leur progression (l'indice de Gini passant de 0,555 à 0,567). La réduction du nombre de bénéficiaires de la Bolsa Familia décidée par le gouvernement en est la cause principale selon l'étude.
Le gouvernement de Jair Bolsonaro annonce en juillet 2019 un « ambitieux » programme de privatisation d’entreprises publiques, mentionnant dix-sept sociétés, des services postaux aux banques, en passant par la loterie et la Maison de la monnaie (chargée d’imprimer les billets), ou encore Electrobras (le plus important producteur d’électricité d’Amérique latine) et le port de Santos (le plus grand port d’Amérique latine). Il engage également la privatisation de certaines activités de la compagnie pétrolière Petrobras.

## Exportations

Produits d'Exportation Treemap par Produit (2019) from [https://oec.world/en/profile/country/bra OEC

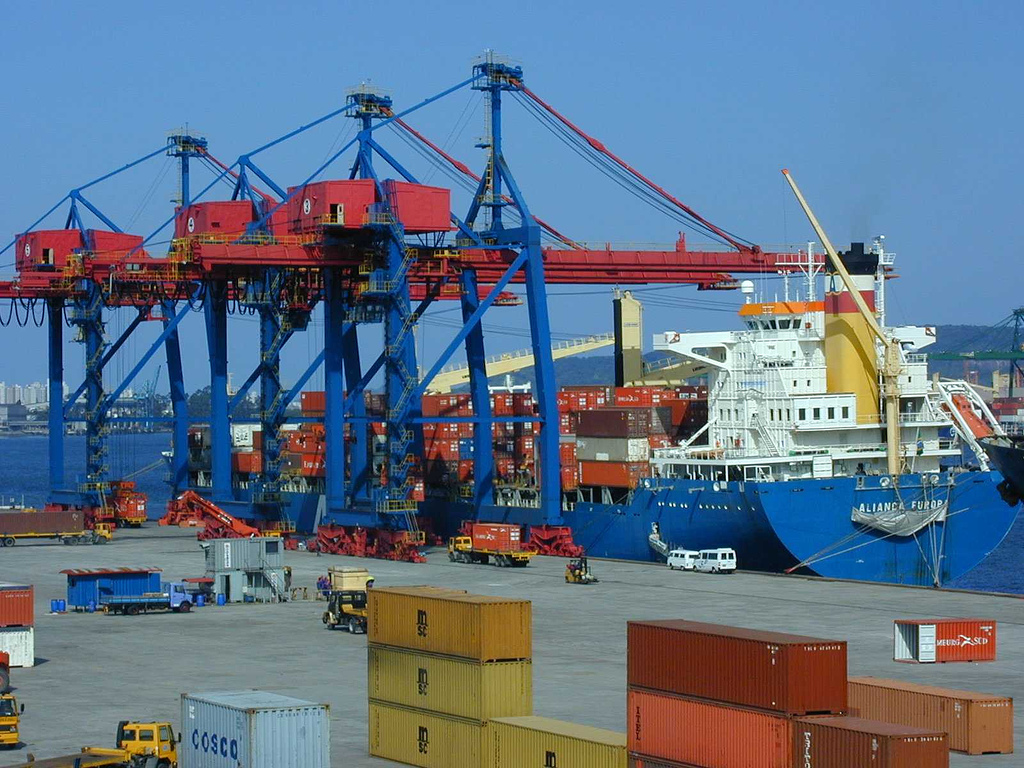
Port de Santos, le plus grand d'Amérique Latine.

Le Brésil était le 27e exportateur mondial en 2019, avec 1,2 % du total mondial.
En 2019, le Brésil a exporté près de 225 milliards de dollars et a importé 177 milliards de dollars, avec un excédent de 48 milliards de dollars. Les dix principaux produits d'exportation du pays étaient:
- Soja - représentait 12 % des exportations du pays, pour une valeur de 26 milliards de dollars.
- Pétrole - 11 % des exportations, pour une valeur proche de 24 milliards de dollars.
- Minerai de fer - Près de 10 % des exportations du Brésil, d'une valeur de 22 milliards de dollars.
- Cellulose - 3,4 % des exportations, pour une valeur de 7,5 milliards de dollars américains.
- Maïs - 3,3 % des exportations nationales, d'une valeur de 7,3 milliards de dollars.
- Bœuf - Près de 3 % des exportations brésiliennes, totalisant 6,5 milliards de dollars.
- Viande de poulet - 2,8 % des exportations du pays, d'une valeur de 6,3 milliards de dollars.
- Farine de soja - 2,6 % des exportations brésiliennes, d'une valeur de 5,8 milliards de dollars.
- Sucre - 2 % des exportations, pour une valeur de 4,6 milliards de dollars.
- Café - 2 % des exportations, d'une valeur de 4,5 milliards de dollars[22],[23]

Dans les produits manufacturés en général, le pays a exporté 5,8 milliards de dollars EU au cours de l'année. Le pays exporte également du coton, du tabac, du jus d'orange, des chaussures, des avions, des hélicoptères, des voitures, des pièces de véhicules, de l'or, de l'éthanol, du fer semi-fini, entre autres,
Les principaux pays vers lesquels le Brésil exporte en 2019 étaient :
- Chine - 63,4 milliards de dollars
- États-Unis - 29,7 milliards de dollars
- Pays-Bas - 10,1 milliards de dollars
- Argentine - 9,8 milliards de dollars
- Japon - 5,4 milliards de dollars
- Chili - 5,2 milliards de dollars
- Mexique - 4,9 milliards de dollars
- Allemagne - 4,7 milliards de dollars
- Espagne - 4 milliards de dollars
- Corée du Sud - 3,4 milliards de dollars[22].

Le modèle d'exportation du pays, jusqu'à aujourd'hui, est excessivement basé sur les exportations de produits de base ou semi-manufacturés, ce qui suscite des critiques, car un tel modèle génère peu de valeur monétaire, ce qui empêche la poursuite de la croissance du pays à long terme. Plusieurs facteurs sont à l'origine de ce problème, les principaux étant : la perception excessive des impôts sur la production (en raison du modèle économique et législatif du pays reposant sur le capitalisme d'État et non sur le capitalisme de libre-échange), le manque ou insuffisance d'infrastructures (moyens de transport tels que routes, chemins de fer et ports insuffisants ou faibles pour les besoins du pays, mauvaise logistique et bureaucratie excessive) pour l'exportation, coûts de production élevés (énergie coûteuse, carburant coûteux, entretien coûteux des camions, coûteux taux de crédit et financement bancaire pour la production, taux d'exportation élevés), faible efficacité de la main-d'œuvre brésilienne, absence de politique industrielle, manque d'attention à la valeur ajoutée, manque d'agressivité dans les négociations internationales, en plus des barrières tarifaires abusives imposées par d’autres pays aux exportations du pays. Pour cette raison, le Brésil n'a jamais été très important dans le commerce international. En raison de sa taille et de son potentiel, il pourrait faire partie des 10 plus grands exportateurs au monde, mais sa participation aux transactions commerciales mondiales oscille généralement entre 0,5 et 2 % seulement. Parmi les dix produits que le Brésil exporte le plus et qui génèrent le plus de valeur, huit proviennent de l'agro-industrie. Bien qu'encore modestes, les exportations du pays ont évolué et sont aujourd'hui plus diversifiées qu'elles ne l'étaient par le passé. Au début du XXe siècle, 70 % des exportations brésiliennes se limitaient au café. Dans l'ensemble, cependant, le commerce mondial concentre toujours ses quelques exportations sur des produits de faible technologie (principalement des produits agricoles et minéraux) et, par conséquent, à faible valeur ajoutée.
En 2020, les principaux partenaires du Brésil sont
- Pour les exportations :
  1. Chine : 32,4%
  2. Union-européenne : 13,2%
  3. États-Unis : 10,3%
  4. Argentine : 4,1%
  5. Canada
  6. Autres
- Pour les importations :
  1. Chine : 22,1%
  2. Union-européenne : 18,9%
  3. États-Unis : 17,9%
  4. Argentine : 4,9%
  5. République de Corée
  6. Autres

Le graphique qui aurait dû être présenté ici ne peut pas être affiché car il utilise l'ancienne extension Graph, désactivée pour des questions de sécurité. Des indications pour créer un nouveau graphique avec la nouvelle extension Chart sont disponibles ici.

Le graphique qui aurait dû être présenté ici ne peut pas être affiché car il utilise l'ancienne extension Graph, désactivée pour des questions de sécurité. Des indications pour créer un nouveau graphique avec la nouvelle extension Chart sont disponibles ici.

## Structure actuelle de l’économie

### Secteur primaire: agriculture, pêche, mines

#### L'agriculture

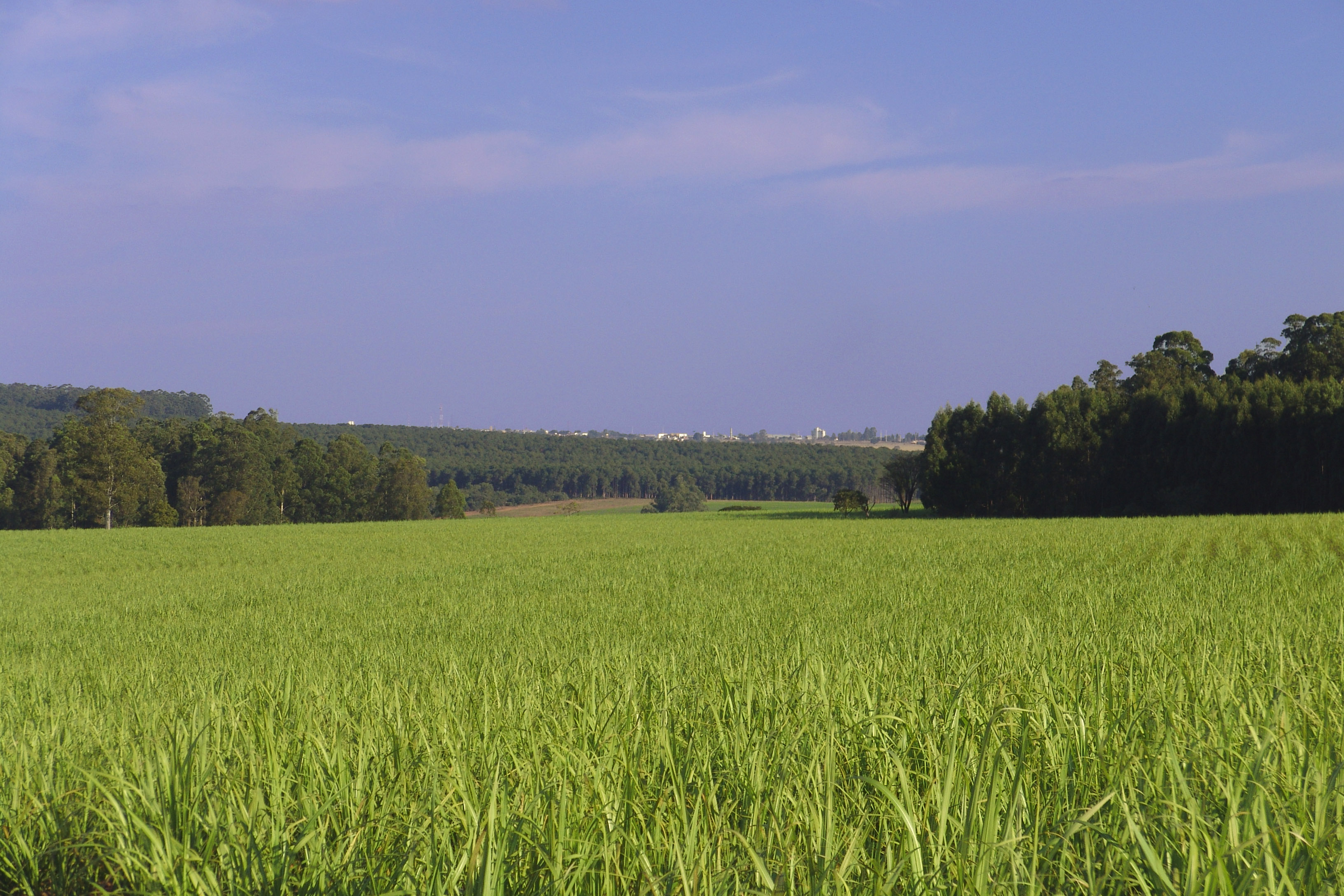
Plantation de canne à sucre à São Paulo. En 2019, le Brésil était le premier producteur mondial, avec 752 millions de tonnes.

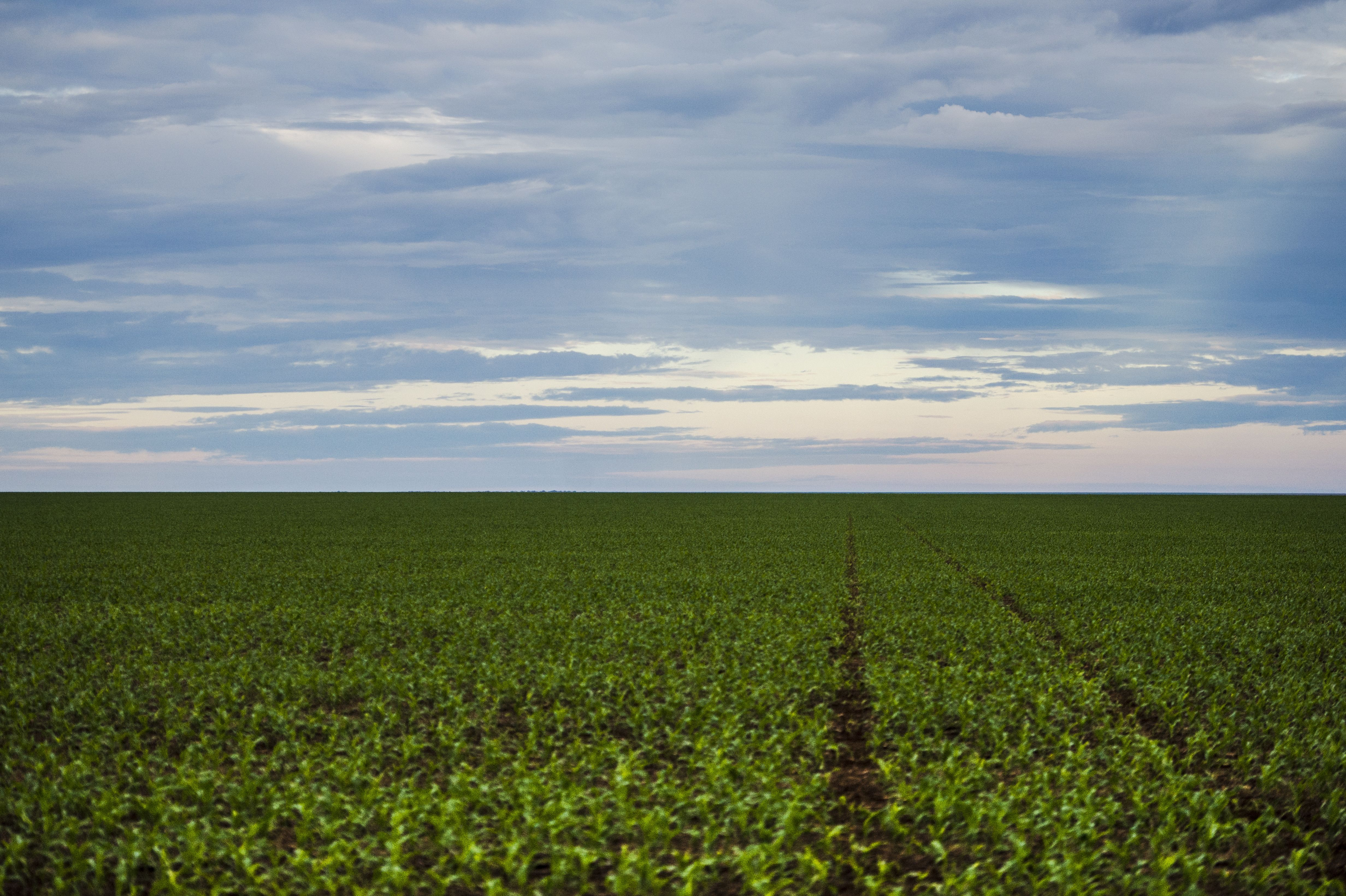
Plantation de soja au Mato Grosso. En 2019, le Brésil était le premier producteur mondial, avec 114 millions de tonnes.

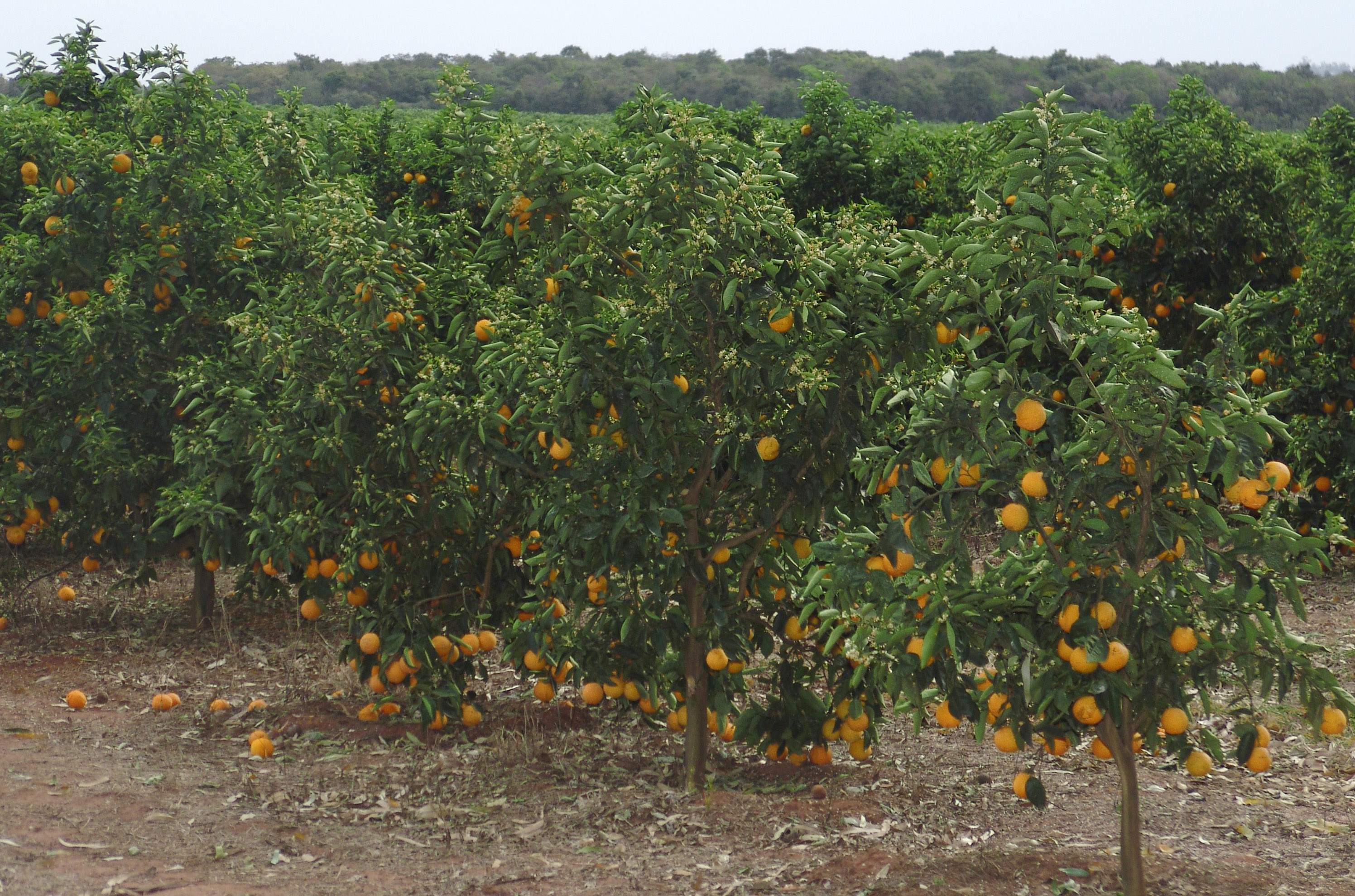
Orange à São Paulo. En 2019, le Brésil était le premier producteur mondial, avec 17 millions de tonnes.

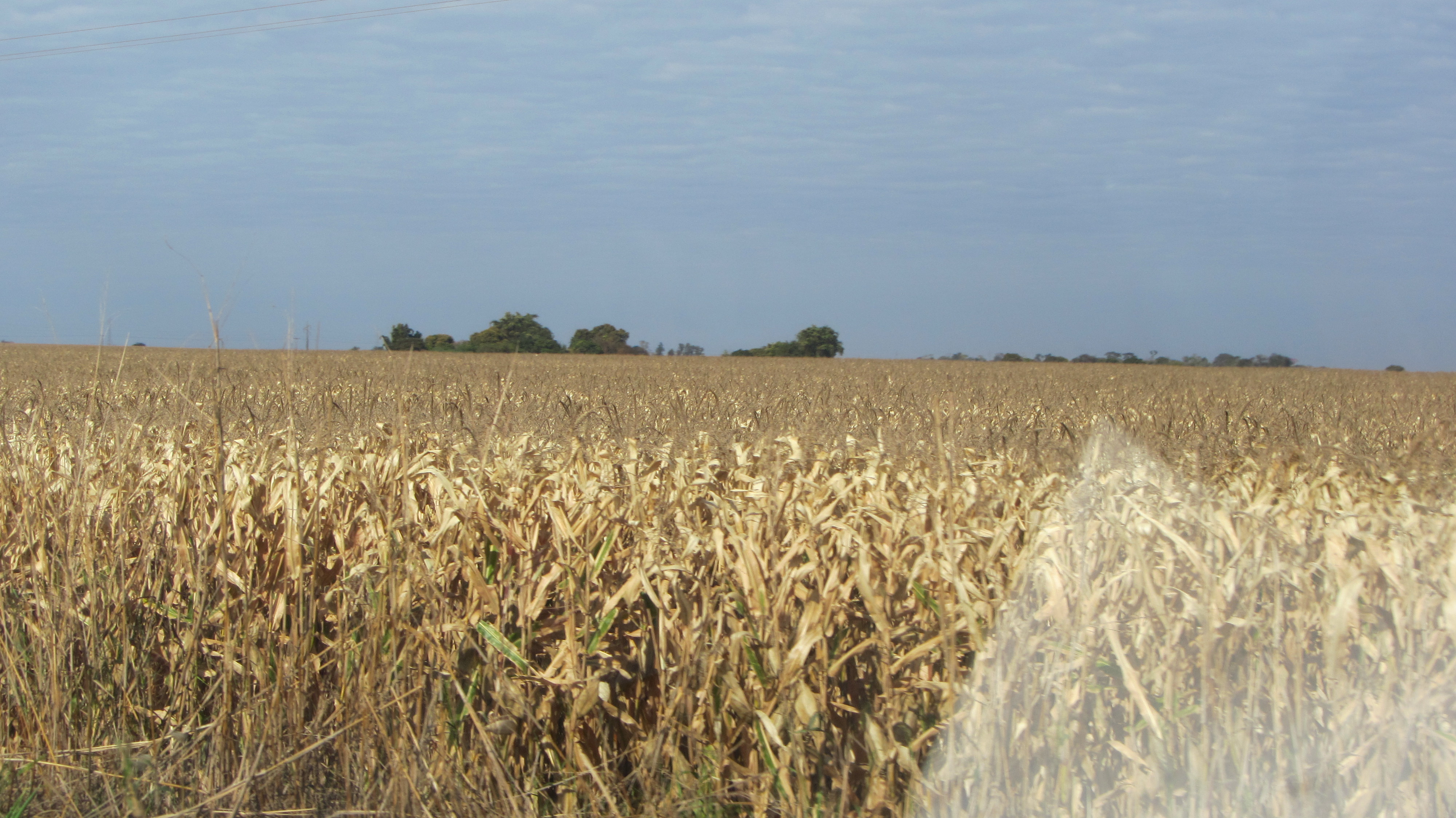
Maïs au Mato Grosso do Sul. En 2019, le Brésil était le troisième producteur mondial, avec 101 millions de tonnes.

Le Brésil est le premier producteur mondial de canne à sucre, de soja, de café, d'orange, de guarana, d'açaï et de noix du Brésil ; c'est l'un des 5 plus grands producteurs de maïs, papaye, tabac, ananas, banane, coton, haricot, noix de coco, pastèque et citron ; et c'est l'un des 10 plus grands producteurs mondiaux de cacao, noix de cajou, avocat, kaki, mangue, goyave, mandarine, riz, sorgho et tomate. Il fait également partie des 15 plus grands producteurs mondiaux de raisin, pomme, melon, arachide, figue, pêche, oignon, caoutchouc naturel et huile de palme.
Le Brésil est une grande puissance agricole dans le monde. Actuellement, le produit le plus exporté par le pays est le soja. Le pays est également un exportateur majeur de maïs, cellulose, tourteau de soja, sucre, café, coton, tabac, jus de fruits, entre autres produits agricoles. Le Brésil a également fortement développé la filière de l'éthanol, biocarburant dont il est, avec 154 millions d'hectolitres par an, le premier producteur mondial. Cet éthanol est produit à partir de la canne à sucre, ce qui permet grâce à des rendements élevés un coût de production bas, de l'ordre de 0,17 euro/l. Un plan de développement de l'éthanol prévoit une progression de la production de 55 % d'ici 2010, pour atteindre 240 millions d'hectolitres à cette échéance.
Un vaste « plan pro-alcool » a été mis en place pour diminuer la pollution au soufre (facteur important de réchauffement climatique) notamment et améliorer l'autonomie énergétique.
La chute du prix du pétrole dans les années 1980, l'expansion du parc diesel et finalement la découverte d'importantes ressources de pétrole dans les eaux brésiliennes ont été autant de conditions défavorables pour ce programme, qui connaît cependant un regain d'intérêt récent, du fait de la flambée des cours internationaux du pétrole. Le bilan énergétique de l'éthanol brésilien est assez bon car les « raffineries » sont autonomes en énergie, la bagasse de canne à sucre fournissant suffisamment de combustible pour leur fonctionnement.
80 % du parc automobile du Brésil fonctionnait en 2011 avec l'éthanol Interprétation abusive ?. De nouveaux riches brésiliens émergent actuellement : ce sont les grands propriétaires de terres à cannes à sucre qui se réunissent par groupe autour d'une raffinerie construite avec leur argent mis en commun et donc vite rentabilisé par la vente de l'alcool de cannes à sucre.
Les États-Unis se sont montrés très intéressés et envisagent le développement de la culture de cannes à sucre dans leur pays à long terme ; à moyen terme l'importation de ce carburant beaucoup moins coûteux que le pétrole, ce qui signifie aussi le développement d'un parc automobile flex fuel.
L'expansion de l'agriculture dans le Cerrado, obtenue principalement grâce au travail de l'EMBRAPA, en adaptant des céréales telles que le soja à cette région, a été ce qui a le plus contribué à l'augmentation de la valeur de la production agricole du pays au cours des quatre dernières décennies. Entre 1975 et 1990, la part des cultures temporaires dans le Cerrado, en termes de valeur totale, a augmenté modérément de 15,6% à 19,3%. Dès le début des années 1990, avec les premiers impacts de la modernisation de l'agriculture, cette part s'est fortement accrue pour atteindre 38 % en 2015.
La modernisation de l'agriculture brésilienne est due à l'industrialisation du pays entre 1950 et 1970, qui a favorisé l'industrie par rapport à l'agriculture. Il y a eu un exode rural vers les villes, avec une augmentation du pouvoir d'achat, une forte croissance démographique entre 1950 et 1990, qui a stimulé la demande de produits alimentaires à des taux annuels allant jusqu'à 6%, ce qui a créé un environnement favorable à la croissance et modernisation de l'agriculture. En conséquence, à partir des années 1970, l'agriculture a été poussée à s'intensifier et à se mécaniser. Trois politiques ont été déterminantes dans ce processus : le crédit subventionné, principalement pour l'achat d'engrais et de machines, la grande extension rurale entre 1950 et 1970 et le fort investissement dans la recherche et l'enseignement en sciences agricoles, avec la création de l'Embrapa (1973) et de cours de troisième cycle.
Cependant, il existe encore des zones telles que la région du nord-est du Brésil, où l'agriculture est encore peu mécanisée et où il existe un grand potentiel d'évolution future,. Un exemple de modernisation de la zone est la région de MATOPIBA, à l'ouest de Bahia et au sud des états de Maranhão et Piauí, qui a fait évoluer rapidement son agriculture.
En 2019, le Brésil était le premier producteur mondial de canne à sucre, de soja, de café et d'orange, le 2e producteur de papaye, le 3e producteur de maïs, tabac, et ananas,, le 4e producteur de coton, et manioc, le 5e producteur de coco et citron, 6e producteur de cacao et avocat, 9e producteur de riz, 10e producteur de tomate et 11e producteur de raisin et pomme,. Le pays est aussi un très grand producteur de bananes, mais presque toute la production est destinée à la consommation nationale en raison de plusieurs facteurs (faibles exigences du marché local, coûts de production élevés, prix élevés sur le marché intérieur). Finalement, le Brésil produit également de grandes quantités de haricot,, arachide, pomme de terre,, carotte, noix de cajou, mandarine, kaki, fraise, guarana, goyave, açaí, noix du Brésil,, yerba mate, entre autres.

#### Élevage

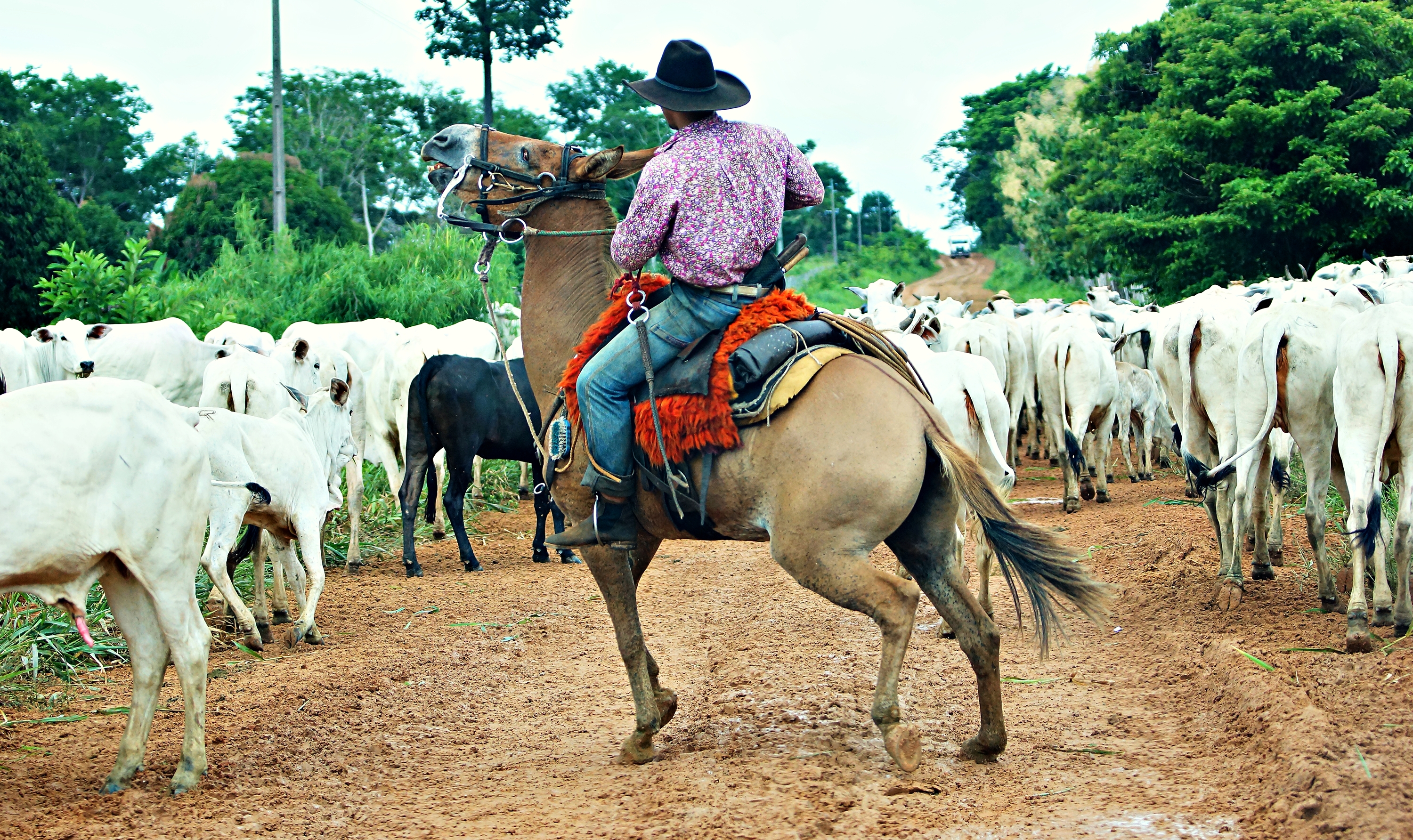
Bovins brésiliens. Le pays était, en 2019, 2e plus grand producteur de bœuf au monde.

Dans la production de protéines animales, le Brésil est aujourd'hui l'un des plus grands pays du monde. En 2019, le pays était le premier exportateur mondial de viande de poulet,. C'était également le deuxième producteur mondial de bœuf, le troisième de lait, le quatrième de porc et le septième d'œufs.
En 2017, les troupeaux au Brésil étaient de l'ordre suivant : 1 425 699 944 de oiseaux, 242 767 457 de poulet et 15 473 981 de caille ; 214.899.796 de bovins, 41.099.460 de porcs, 17.976.367 de moutons, 9.592.079 de chèvres et 1.381.395 de buffalo, ainsi que 5 501 872 équin.

#### Mines et hydrocarbures

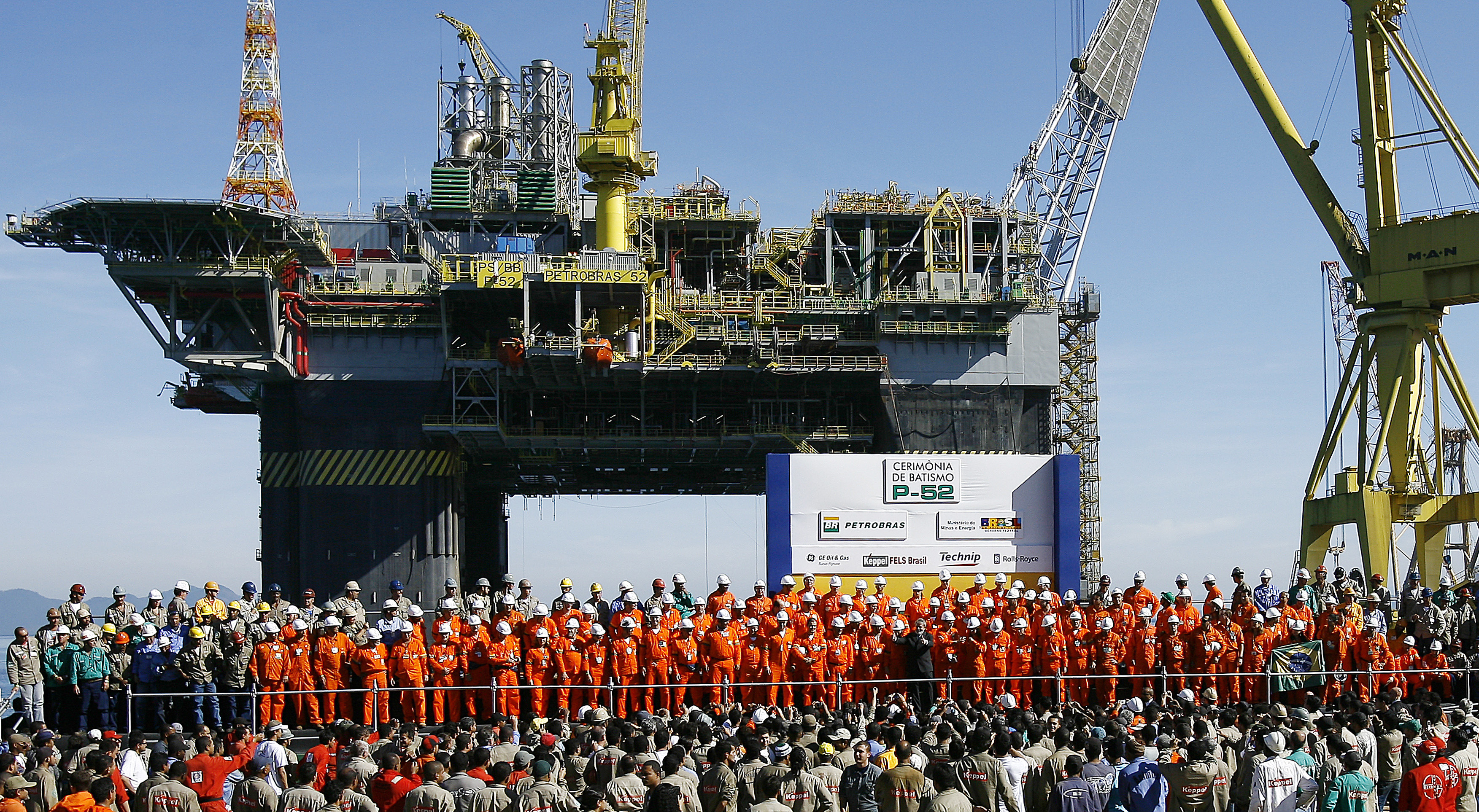
Plate-forme P-52, de Petrobrás. En 2020, le Brésil était le 8e producteur de pétrole au monde avec 2,9 millions de barils/jour.

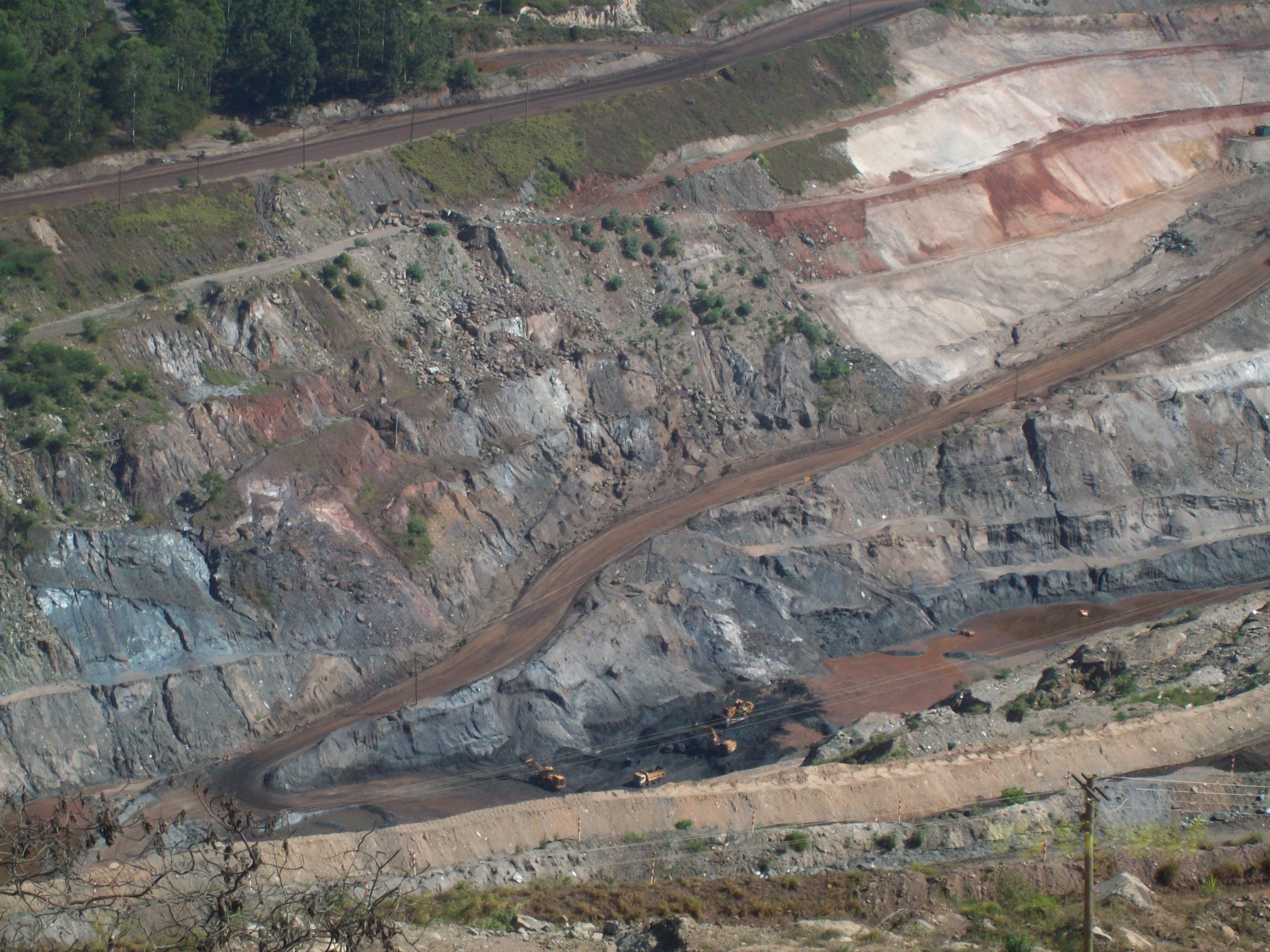
L'une des plus grandes mines de fer au monde à Itabira, Minas Gerais. Le Brésil est le 2e producteur mondial de minerai de fer.

- Le Brésil devient un important producteur de pétrole, notamment grâce à des forages en haute mer. En janvier 2020, la production de pétrole et gaz naturel au Brésil a dépassé 4 millions de barils équivalent pétrole par jour. Le pays a produit 3,168 millions de barils par jour de pétrole et 138,753 millions de mètres cubes par jour de gaz naturel[77]. En 2019, le Brésil était le 8e producteur de pétrole au monde[78]. Cette production a pour objectif de permettre au pays d'atteindre l'autosuffisance à court terme. L'entreprise nationale d'exploitation pétrolière est Petrobras, toutefois celle-ci ne dispose plus, depuis 1995, du monopole de production.

Le 8 novembre 2007, la compagnie nationale d'hydrocarbures Petrobras et ses partenaires pétroliers au Brésil annonçaient la découverte un nouveau gisement au large du Brésil (Tupi Sul) évalué entre 5 et 8 milliards de barils, susceptible d’augmenter les capacités de production du Brésil d’au moins 40 %. Le Brésil deviendrait à terme l'une des dix premières réserves de pétrole du monde (actuellement 24e mondiale) en concurrence direct avec le Venezuela.
L'exploitation de ce champ gigantesque (le plus gros gisement découvert depuis ceux découvert au Kazakhstan en 2000) ne devrait débuter qu'à partir de 2012.
- Le groupe Vale (ex-CVRD) est le premier producteur mondial de minerai de fer[80]. Le géant minier est également un important producteur de houille ; en décembre 2008, il fait l'acquisition de 2 gisements importants du groupe colombien Cementos Argos[81]

Dans le secteur minier, Brésil se démarque dans l'extraction du minerai de fer (où il est le deuxième exportateur mondial), cuivre, or, bauxite (l'un des 5 plus gros producteurs mondiaux), manganèse (l'un des 5 plus grands producteurs mondiaux), étain (l'un des plus grands producteurs mondiaux), niobium (concentre 98 % des réserves de niobium connues dans le monde) et le nickel. Près de 90 % de la production de minerais métalliques au Brésil se produit dans les États de Minas Gerais et Pará. À propos des pierres précieuses, le Brésil est le plus grand producteur mondial d'améthyste, de topaze, d'agate et un grand producteur de tourmaline, d'émeraude, d'aigue-marine et de grenat,,,,,.
En 2019, les chiffres pour le Brésil étaient les suivants : il était le plus grand producteur mondial de niobium (88 900 tonnes) ; le deuxième producteur mondial de tantale (430 tonnes) ; le deuxième producteur mondial de minerai de fer (405 millions de tonnes) ; le quatrième producteur mondial de manganèse (1,74 million de tonnes) ; le quatrième producteur mondial de bauxite (34 millions de tonnes) ; le quatrième producteur mondial de vanadium (5 940 tonnes) ; le cinquième producteur mondial de lithium (2 400 tonnes) ; le sixième plus grand producteur mondial de étain (14 000 tonnes) ; le huitième producteur mondial de nickel (60 600 tonnes) ; le huitième producteur mondial de phosphate (4,7 millions de tonnes) ; le 12e producteur mondial de or (90 tonnes) ; le quatorzième producteur mondial de cuivre (360 000 tonnes), ; le quatorzième producteur mondial de titane (25 000 tonnes) ; le treizième producteur mondial de gypse (3 millions de tonnes) ; le troisième plus grand producteur mondial de graphite (96 000 tonnes) ; le 21e producteur mondial de soufre (500 000 tonnes) ; le neuvième producteur mondial de sel (7,4 millions de tonnes) ; en plus d'avoir eu une production de chrome de 200 000 tonnes.

### Secteur secondaire: les industries

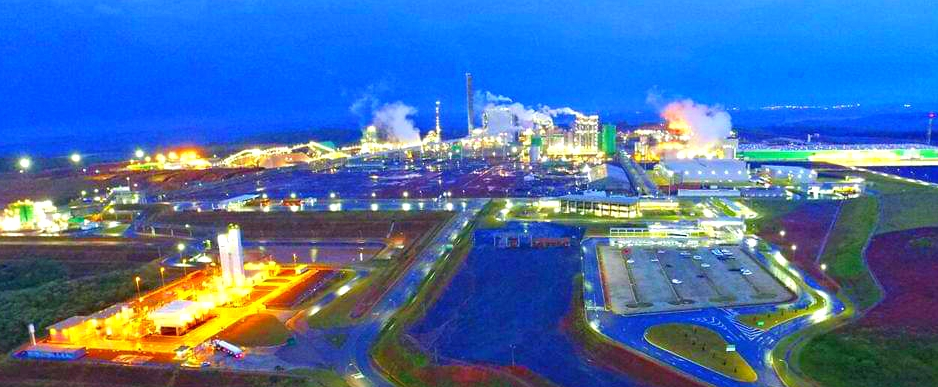
Complexe industriel de Klabin à Ortigueira. Le Brésil est le 2e plus grand producteur de pâte au monde et le 8e plus grand producteur de papier.

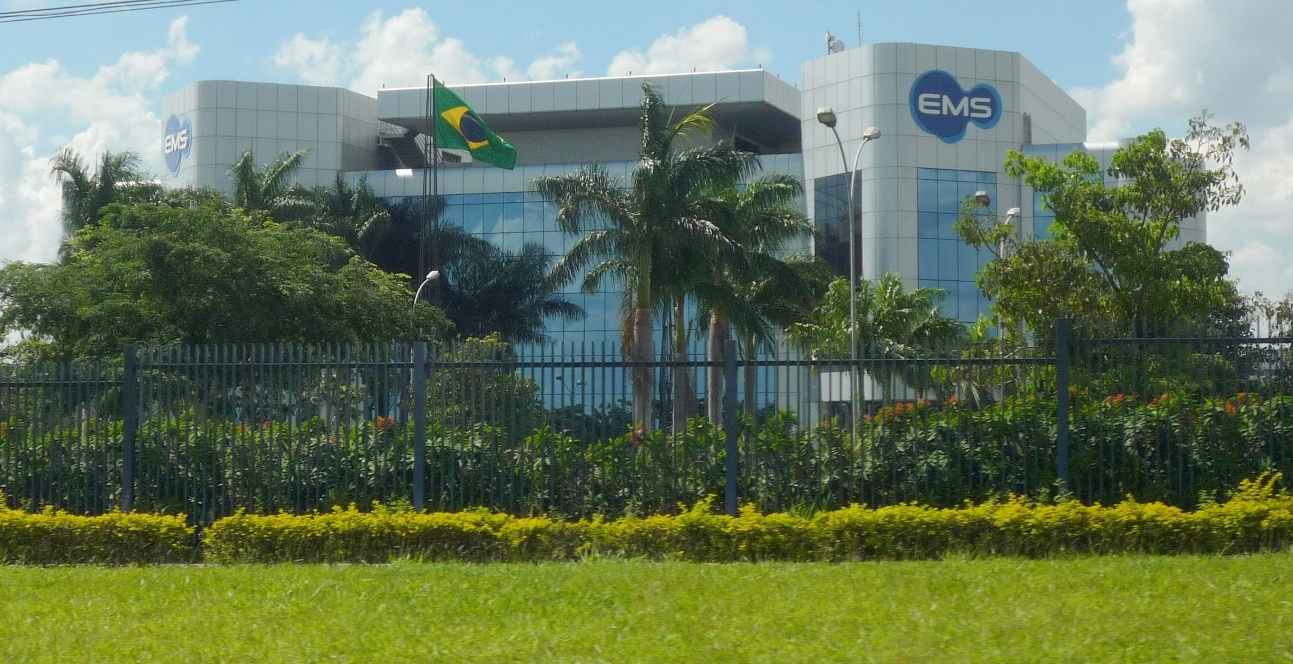
EMS, la plus grande industrie pharmaceutique du Brésil

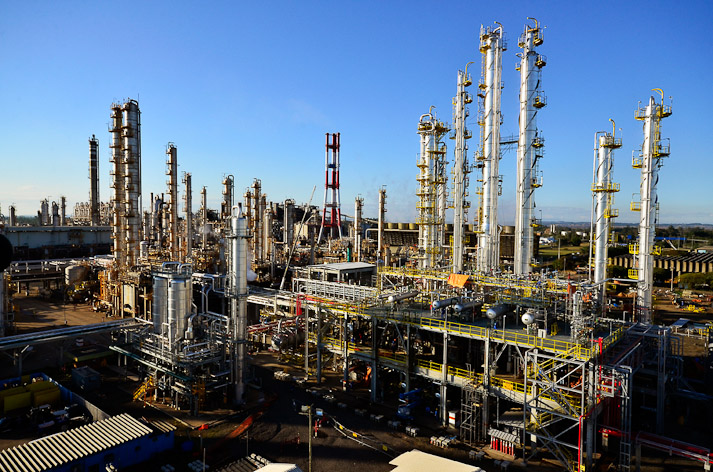
Braskem, la plus grande industrie chimique brésilienne

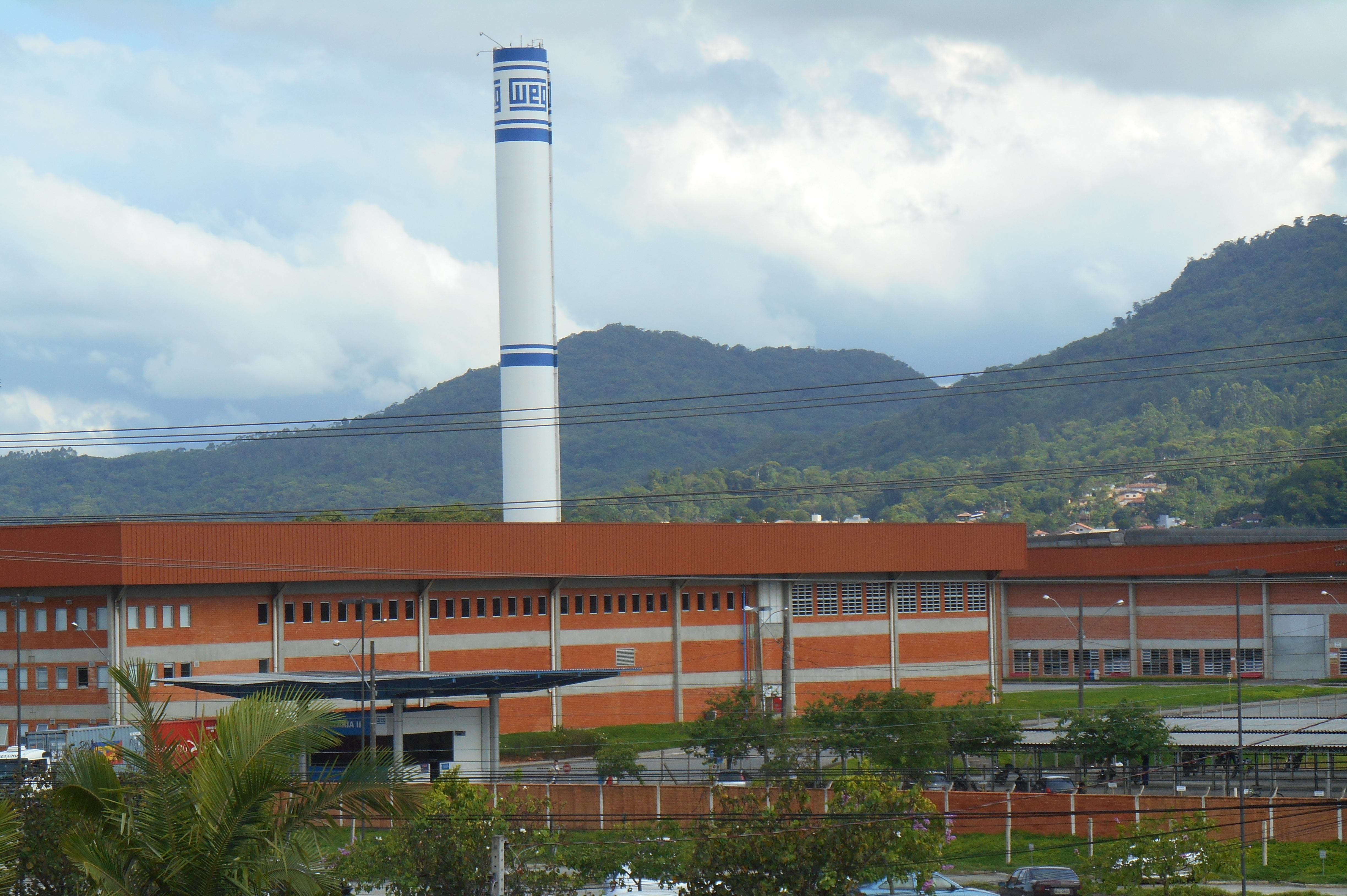
WEG, l'un des plus grands fabricants d'équipements électriques au monde.

Le Brésil est le leader industriel en Amérique latine. En 2019, le secteur secondaire, qui couvre l'industrie du plastique, de l'alimentation, des boissons, de la métallurgie, du textile, entre autres, ne représentait que 11% de l'activité économique du Brésil. Il y a deux décennies, l'activité représentait plus de 15 % du PIB. En 1970, la participation était de 21,4 %. L'industrie brésilienne est l'une de celles qui ont connu le plus de déclin au monde en près de 50 ans. La désindustrialisation de l'économie brésilienne est très particulière et s'est produite très tôt, car il est normal que l'industrie perde de l'espace lorsque le revenu par habitant des familles commence à augmenter, car elles consomment plus de services et moins de biens, cependant, au Brésil, un revenu par habitant élevé n'a pas été atteint et le pays n'est pas devenu assez riche pour que la structure productive migre aussi rapidement. Avec ça, le pays est coincé. La stagnation du secteur explique en partie la lente reprise du marché du travail dans le pays. La solution au problème, selon les experts, serait davantage de mécanismes de financement, la résolution des goulots d'étranglement dans l'infrastructure nationale et dans le système fiscal pour tirer à nouveau profit de l'industrie et rendre le Brésil plus compétitif. Le Brésil est le neuvième parc industriel du monde.
- L'aéronautique est un secteur très important, grâce au groupe Embraer, 3e constructeur mondial d'avions. L'usine Embraer emploie 800 personnes. Ce constructeur, qui prévoit 3,8 milliards d'euros de chiffre d'affaires en 2010, mise sur l'aviation d'affaires et les court-courriers d'une capacité de moins de cent places.
- Dans l'industrie agroalimentaire, en 2019, le Brésil était le deuxième exportateur d'aliments transformés au monde[107],[108],[109].
- En 2016, le pays était le 2e producteur de cellulose au monde et le 8e producteur de papier[110],[111],[112]
- Dans Industrie de la chaussure, en 2019, le Brésil occupait la 4e position parmi les producteurs mondiaux[113],[114],[115],[116],[117]
- En 2019, le pays était le 8e producteur de véhicules au monde[118],[119].
- En 2019, le pays était le 9e producteur d'acier au monde[120].
- En 2018, industrie chimique brésilienne était la 8e au monde[121],[122],[123]
- Dans Industrie textile, le Brésil, bien qu'il soit parmi les 5 plus grands producteurs mondiaux en 2013, est très peu intégré dans le commerce mondial[124].
- Le Brésil est également l'un des plus grands producteurs d'autobus au monde (par le biais d'entreprises telles que Marcopolo et Busscar), d'équipements électriques (par le biais d'entreprises telles que WEG) et les machines agricoles (via des sociétés telles que Agrale et des multinationales installées dans le pays).

### Secteur tertiaire: les services
La représentativité du secteur tertiaire (commerce et services) était de 75,8 % du PIB du pays en 2018, selon l'IBGE. Le secteur des services était responsable de 60 % du PIB et le commerce de 13 %. Il couvre un large éventail d'activités: commerce, hébergement et restauration, transports, communications, services financiers, activités immobilières et services fournis aux entreprises, administration publique (nettoyage urbain, assainissement, etc.), et autres services tels que l'éducation, la santé et les services sociaux, la recherche et le développement, les activités sportives, etc., car il s'agit d'activités complémentaires à d'autres secteurs.
Du fait de sa grande diversité voire de sa propre hétérogénéité, le secteur des services brésilien, au lieu de se rétracter lorsque les secteurs primaire et secondaire se rétractent, se comporte comme un contrepoids, soutenant l'activité économique. La classe moyenne qui s'est formée au Brésil et a atteint plus de 50% de la population révèle le poids du marché intérieur et la diversification de la consommation. Les effets de chaîne du cycle de croissance avec la réduction des inégalités et le développement de la consommation de masse se font sentir dans l'activité agricole, industrielle, financière, dans le commerce extérieur et dans les investissements nationaux et étrangers.
Le secteur industriel brésilien permet, en tant que demandeur, le développement de services à haute valeur ajoutée, y compris la recherche, la conception, la logistique et le marketing, pour n'en citer que quelques-uns.
Dans le Brésil d'aujourd'hui, le secteur financier, les services d'information et de communication, le commerce de gros en termes de commerce électronique sont des infrastructures très demandées.
Les micro et petites entreprises représentent 30 % du PIB du pays. Dans le secteur du commerce, par exemple, ils représentent 53 % du PIB au sein des activités du secteur.
En 2017, le nombre de personnes employées dans les activités commerciales au Brésil était de 10,2 millions de personnes (74,3 % dans le commerce de détail, 17,0 % dans le commerce de gros et 8,7 % dans le commerce de véhicules, pièces et motos). Le nombre de sociétés commerciales était de 1,5 million et le nombre de magasins de 1,7 million. L'activité commerciale dans le pays a généré 3,4 billions de reais de recettes d'exploitation nettes (recettes brutes moins les déductions, telles que les annulations, remises et taxes) et 583,7 milliards de reais en valeur ajoutée brute. La marge commerciale (définie par la différence entre les revenus nets de revente et le coût des marchandises vendues) a atteint 765,1 milliards de reais en 2017. Sur ce total, le commerce de détail représentait 56,4 %, le commerce de gros 36,0 % et le commerce de véhicules, pièces et motos de 7,6 %. Dans les revenus d'exploitation nets de 2017, le commerce de détail comptait 45,5 %, le gros 44,6 % et le secteur des véhicules automobiles 9,9 %. Parmi les groupes d'activités commerciales, les Hypermarchés et Supermarchés en comptaient 12,5 % ; le commerce de gros de carburant et de lubrifiant représentait 11,3 % ; le commerce de détail et de gros de produits alimentaires, de boissons et de tabac représentait respectivement 4,8 % et 8,4 % ; le commerce de véhicules automobiles, 6,1% ; le commerce de gros de machines, appareils et équipements, y compris les TI et les communications, représentait 3,7 %.
Les revenus du tourisme dans le pays en 2019 ont totalisé 238,6 milliards de reais. Le sud-est représentait 61,6 % des revenus du secteur du tourisme, avec 147 milliards de reais, dont 96,7 milliards à São Paulo seulement. Deuxième plus gros chiffre d'affaires, Rio de Janeiro a rapporté 25,5 milliards de reais. Minas Gerais a présenté un chiffre d'affaires de 19,2 milliards de reais. Le Sud a participé avec 15,9 % (37,9 milliards de R $) tandis que le Nord-Est était responsable de 12,6 % (30 milliards de R $). Le Midwest (6,9 %, 16,5 milliards de reais) et le Nord (3,0 %, 7,3 milliards de reais) complètent le tableau. La restauration et les segments similaires (53,3 %), le transport de passagers (26 %) et l'hébergement et similaires (11%) ont représenté 90 % des ventes touristiques, avec une valeur d'environ 216 milliards de reais. Aujourd'hui, le secteur compte 2,9 millions de travailleurs, dont 67 % travaillent dans l'hébergement et la restauration.

### Énergie

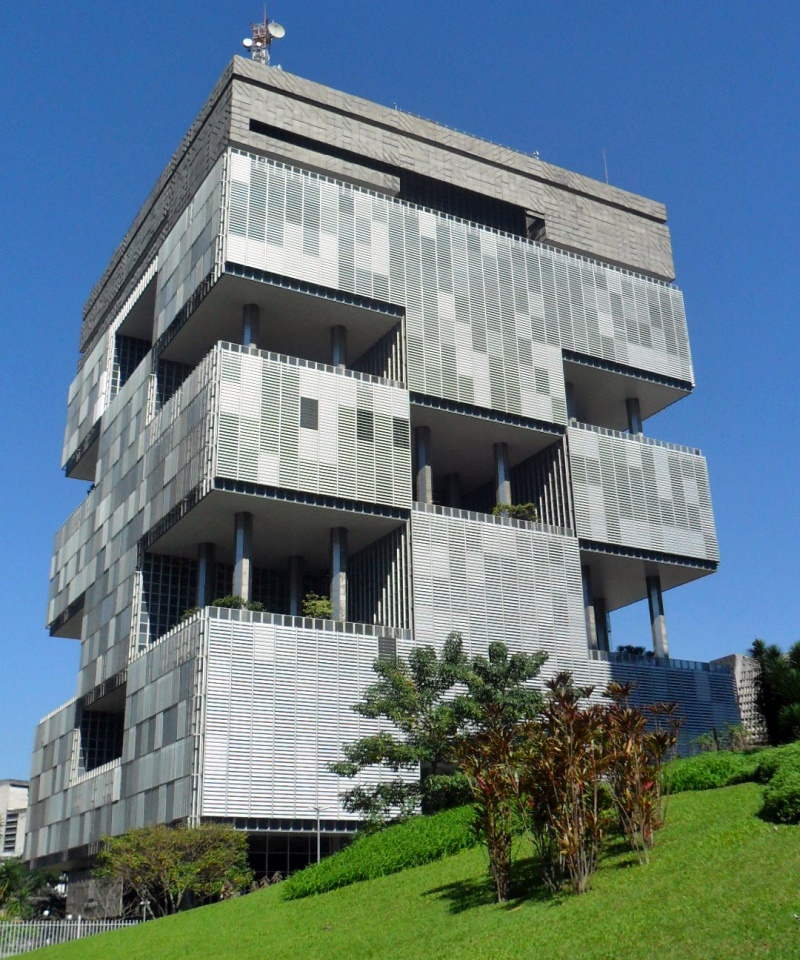
Siège Petrobras à Rio de Janeiro

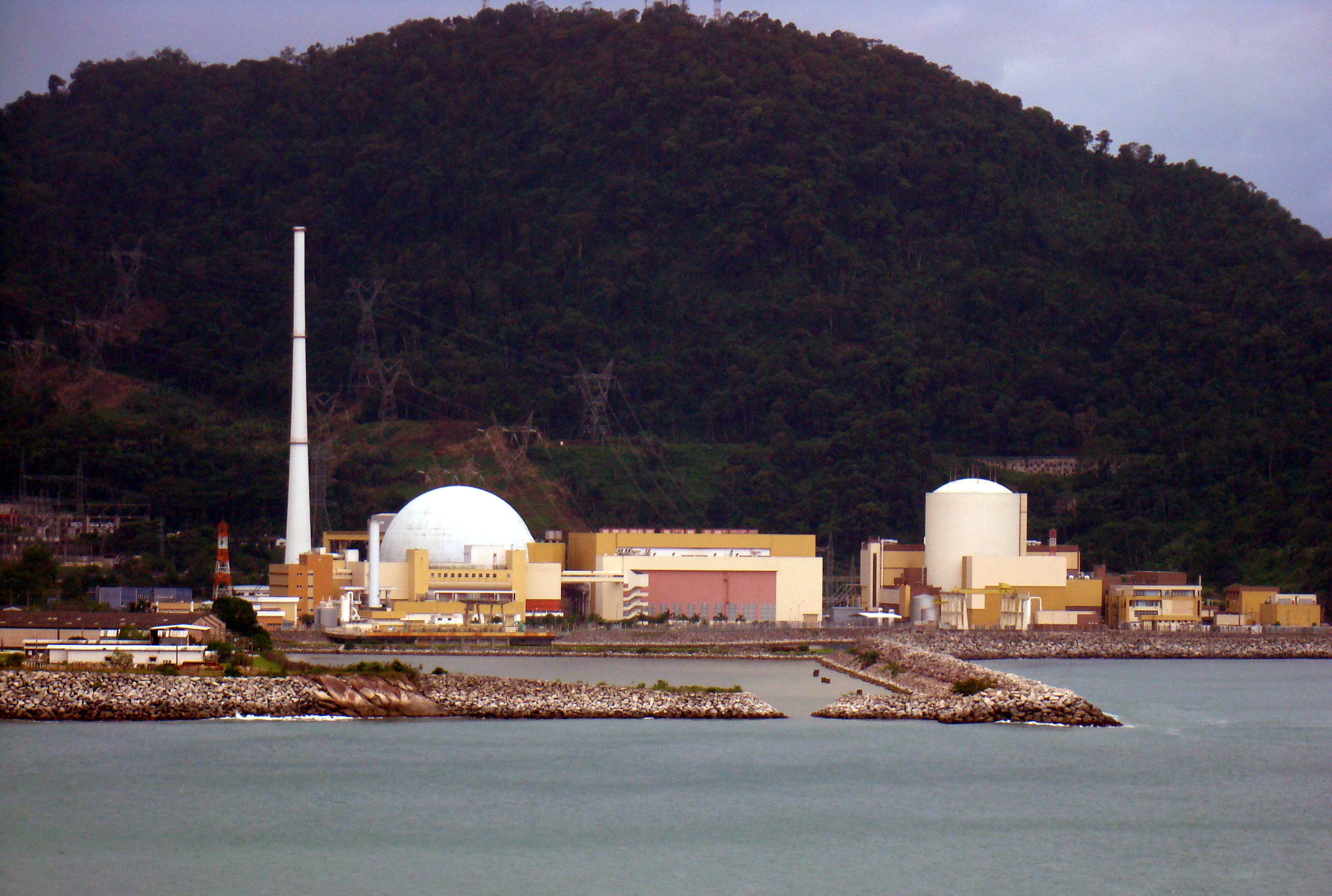
Centrale nucléaire d'Angra 1, à Rio de Janeiro

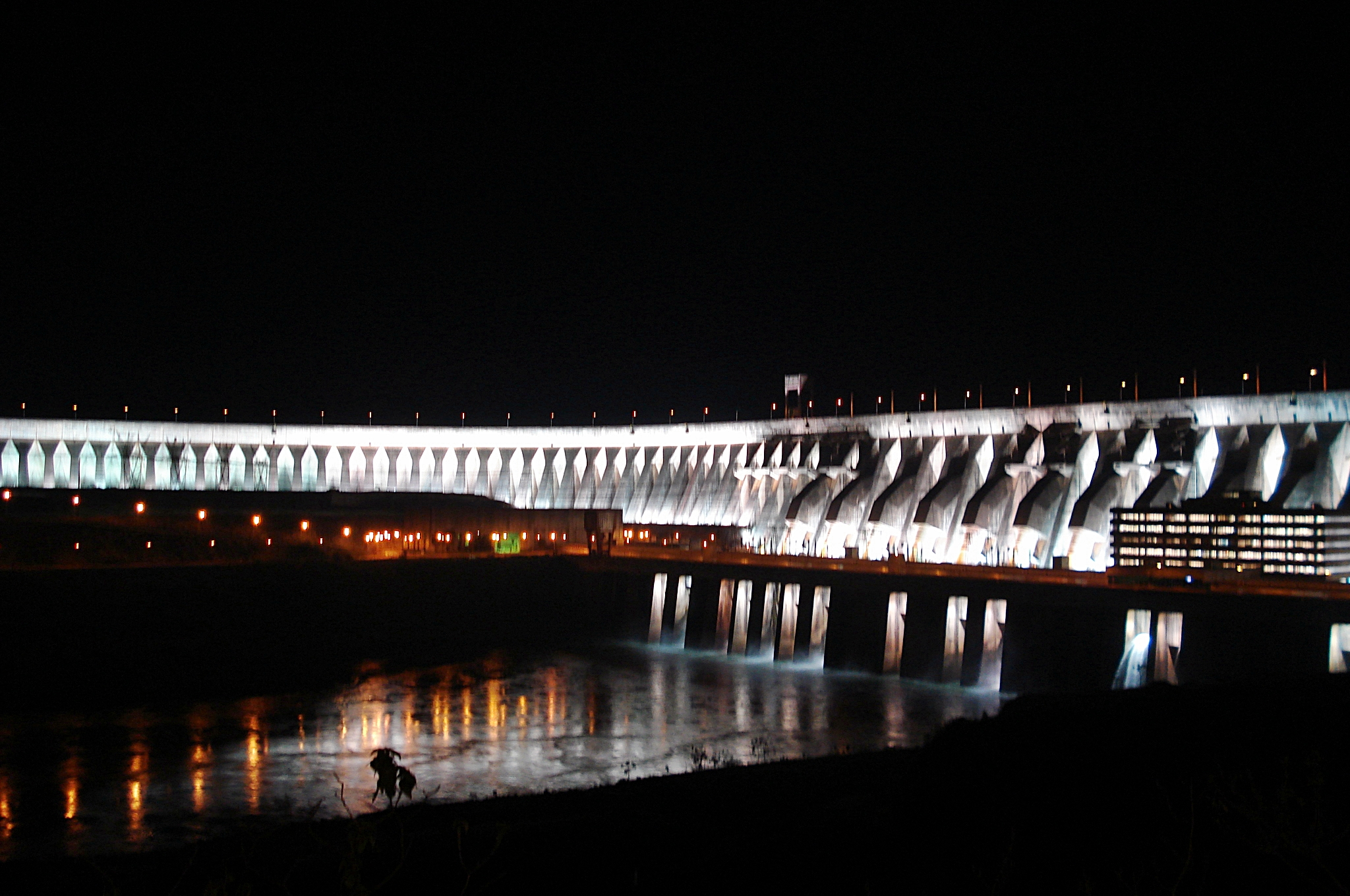
Barrage d'Itaipu

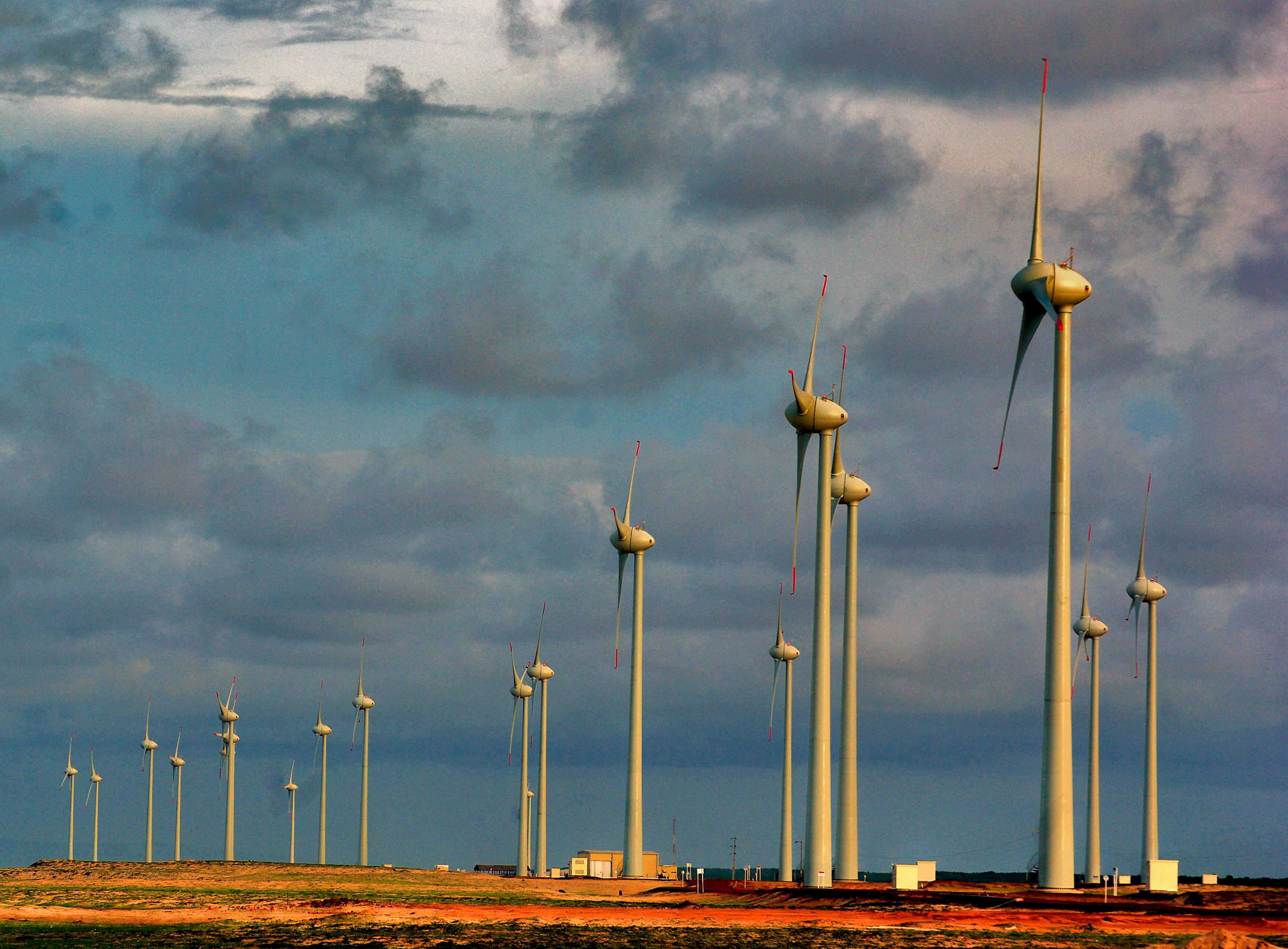
Parc éolien de Parnaíba, dans l'État du Piauí (photo : 2009)

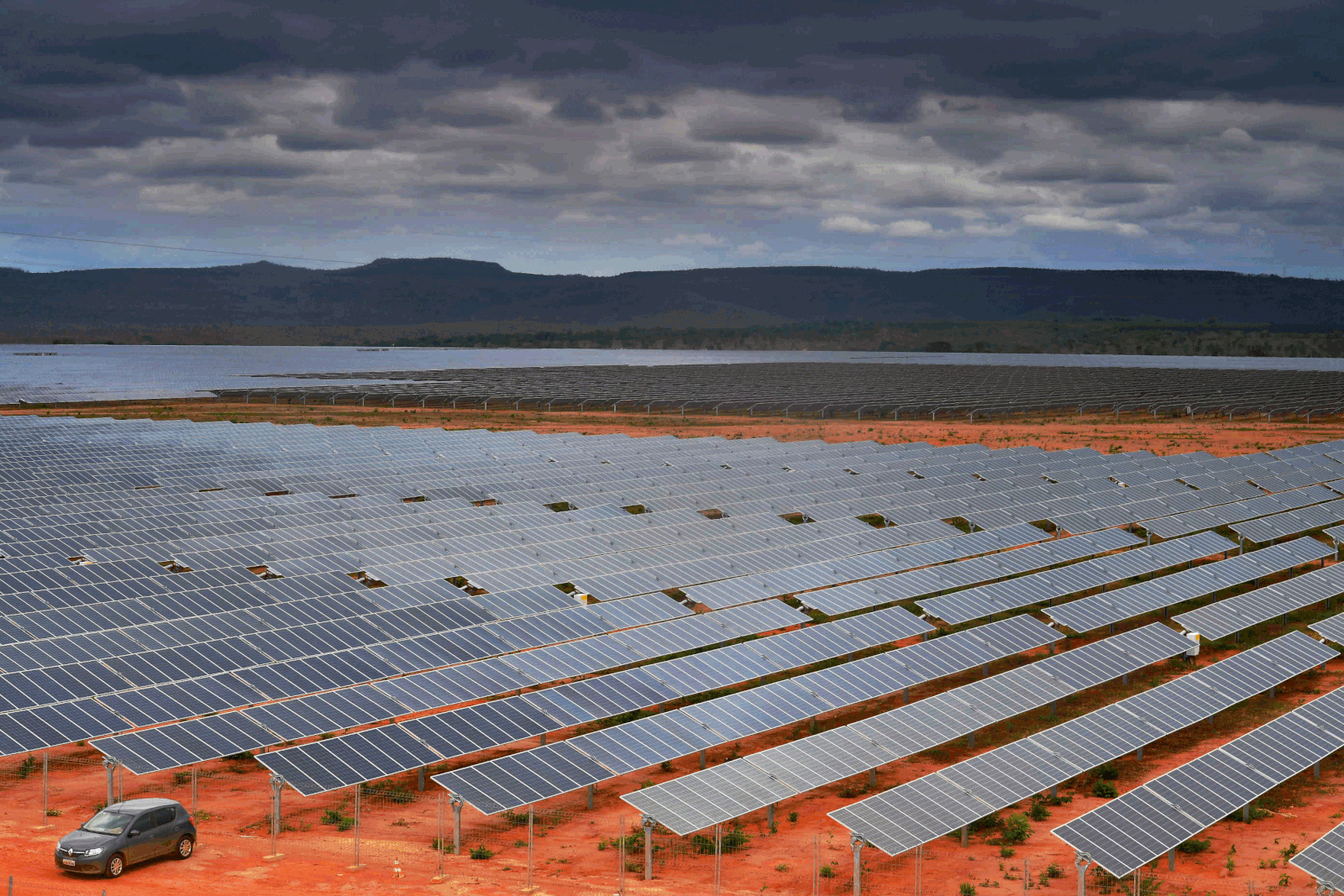
Complexe solaire de Pirapora, le plus grand du Brésil et d'Amérique latine avec 321 MW.

La principale caractéristique de la matrice énergétique brésilienne est qu'elle est beaucoup plus renouvelable que celle du monde. Alors qu'en 2019 la matrice mondiale n'était composée qu'à 14% d'énergies renouvelables, celle du Brésil était à 45%. Le pétrole et les produits pétroliers représentaient 34,3 % de la matrice ; dérivés de canne à sucre, 18 % ; énergie hydraulique, 12,4 % ; gaz naturel, 12,2 % ; bois de chauffage et charbon de bois, 8,8% ; énergies renouvelables variées, 7 % ; charbon minéral, 5,3% ; nucléaire, 1,4 % et autres énergies non renouvelables, 0,6 %. Dans la matrice de l'énergie électrique, la différence entre le Brésil et le monde est encore plus grande : alors que le monde ne disposait que de 25 % d'énergie électrique renouvelable en 2019, le Brésil en possédait 83 %. La matrice électrique brésilienne est composée de : énergie hydraulique, 64,9 % ; biomasse, 8,4 % ; énergie éolienne, 8,6 % ; énergie solaire, 1 % ; gaz naturel, 9,3 % ; produits pétroliers, 2% ; nucléaire, 2,5 % ; charbon et dérivés, 3,3%.
Le gouvernement brésilien a entrepris un programme ambitieux pour réduire la dépendance vis-à-vis du pétrole importé, au fil des décennies. Les importations représentaient auparavant plus de 70 % des besoins pétroliers du pays, mais le Brésil est devenu autosuffisant en pétrole en 2006–2007. Le Brésil était le 10e producteur mondial de pétrole en 2019, avec 2,8 millions de barils / jour. La production parvient à répondre à la demande du pays. Début 2020, dans la production de pétrole et de gaz naturel, le pays dépassait pour la première fois 4 millions de barils équivalent pétrole par jour. En janvier de cette année, 3 168 millions de barils de pétrole ont été extraits par jour et 138 753 millions de mètres cubes de gaz naturel,. En 2019, Rio de Janeiro était le premier producteur de pétrole et de gaz naturel du Brésil, avec 71% du volume total produit. São Paulo se classe deuxième, avec une part de 11,5 % dans la production totale.
La demande en énergie primaire au Brésil s'est élevée en 2001 à 238 millions de tep, en augmentation de 30 % depuis 1990. La production nationale s'est élevée à 206 millions de tep, soit un taux d'autosuffisance proche de 90 %. L'enjeu du développement de la production nationale d'énergie est très important tant pour assurer la croissance du PIB que pour contribuer à l'équilibre de la balance commerciale.
Le Brésil est l'un des principaux producteurs mondiaux de hydroélectrique. En 2019, le Brésil comptait 217 centrales hydroélectriques en exploitation, d'une capacité installée de 98581 MW, soit 60,16 % de la production d'énergie du pays. Dans la production totale d'électricité, en 2019, le Brésil a atteint 170000 mégawatts de capacité installée, plus de 75 % à partir de sources renouvelables (la majorité, hydroélectrique),,. Le Brésil est l'un des 5 plus grands producteurs d'énergie hydroélectrique au monde (deuxième place en 2017). Fin 2021, le Brésil était le 2e pays au monde en termes de puissance hydroélectrique installée (109,4 GW).
En 2013, la Région Sud-Est a utilisé environ 50 % de la charge du Système national intégré (SIN), étant la principale région consommatrice d'énergie du pays. La capacité de production d'électricité installée de la région s'élevait à près de 42 500 MW, ce qui représentait environ un tiers de la capacité de production du Brésil. La production hydroélectrique représentait 58 % de la capacité installée de la région, les 42 % restants correspondant essentiellement à la production thermoélectrique. São Paulo représentait 40 % de cette capacité ; Minas Gerais d'environ 25 % ; Rio de Janeiro à 13,3 % ; et Espírito Santo représentait le reste. La Région Sud est propriétaire du Barrage d'Itaipu, qui était la plus grande centrale hydroélectrique du monde pendant plusieurs années, jusqu'à l'inauguration du Barrage des Trois Gorges en Chine. Elle reste la deuxième plus grande centrale hydroélectrique en activité au monde. Le Brésil est copropriétaire de l'usine d'Itaipú avec le Paraguay : le barrage est situé sur le fleuve Paraná, situé à la frontière entre les pays. Il dispose d'une capacité de production installée de 14 GW pour 20 unités de production de 700 MW chacune. La Région Nord possède de grandes centrales hydroélectriques, telles que le Barrage de Belo Monte et le Barrage de Tucuruí, qui produisent une grande partie de l'énergie nationale. Le potentiel hydroélectrique du Brésil n'a pas encore été pleinement exploité, de sorte que le pays a toujours la capacité de construire plusieurs centrales d'énergie renouvelable sur son territoire.
Le potentiel éolien du Brésil est évalué, en 2019, à 522 GW (ceci, uniquement à terre), suffisamment d'énergie pour répondre à trois fois la demande actuelle du pays ; il est surtout localisé dans le nord-est et le sud,,.
En juillet 2022, selon l'ONS, la capacité totale installée était de 22 GW, avec un facteur de capacité moyen de 58 %. Alors que le facteur de capacité de production éolienne moyenne mondiale est de 24,7 %, il existe des zones dans le nord du Brésil, en particulier dans l'État de Bahia, où certains parcs éoliens enregistrent des facteurs de capacité moyens supérieurs à 60 % ; le facteur de capacité moyen dans la région du Nord-Est est de 45 % sur la côte et de 49 % à l'intérieur. En 2019, l'énergie éolienne représentait 9 % de l'énergie produite dans le pays. Le Brésil est l'un des 10 plus grands producteurs d'énergie éolienne au monde,. En 2021, le Brésil était le 7e pays au monde en termes de puissance éolienne installée (21 GW) et le 4e producteur mondial d'énergie éolienne (72 TWh), derrière seulement la Chine, les États-Unis et l'Allemagne.
Le pays développe aussi une filière complète dans le domaine de l'électricité nucléaire, qui fournit actuellement 4,3 % de l'énergie produite dans le pays. Il dispose pour cela d'importantes réserves d'uranium et a mis au point une technique d'enrichissement de l'uranium qui serait très compétitive.
En octobre 2022, selon l'ONS, la capacité totale installée du solaire photovoltaïque était de 21 GW, avec un facteur de capacité moyen de 23 %. Certains des États brésiliens les plus irradiés sont Minas Gerais, Bahia et Goiás, qui ont en effet des records mondiaux d'irradiation. En 2019, l'énergie solaire représentait 1,27 % de l'énergie produite dans le pays,,, En 2021, le Brésil était le 14e pays au monde en termes de puissance installée d'énergie solaire (13 GW), et le 11e producteur mondial d'énergie solaire (16,8 TWh).
En 2020, le Brésil était le 2e pays au monde en matière de production d'énergie grâce à la biomasse (production d'énergie à partir de biocarburants solides et de déchets renouvelables), avec 15,2 GW installés.
La mise sur le marché de véhicules polycarburants (ou flex fuel, VCM) a connu une spectaculaire envolée avec la hausse du cours du pétrole, pour dépasser 5 000 % en 1999. On estime que ce taux dépassera 90 % en 2008.

### Infrastructure

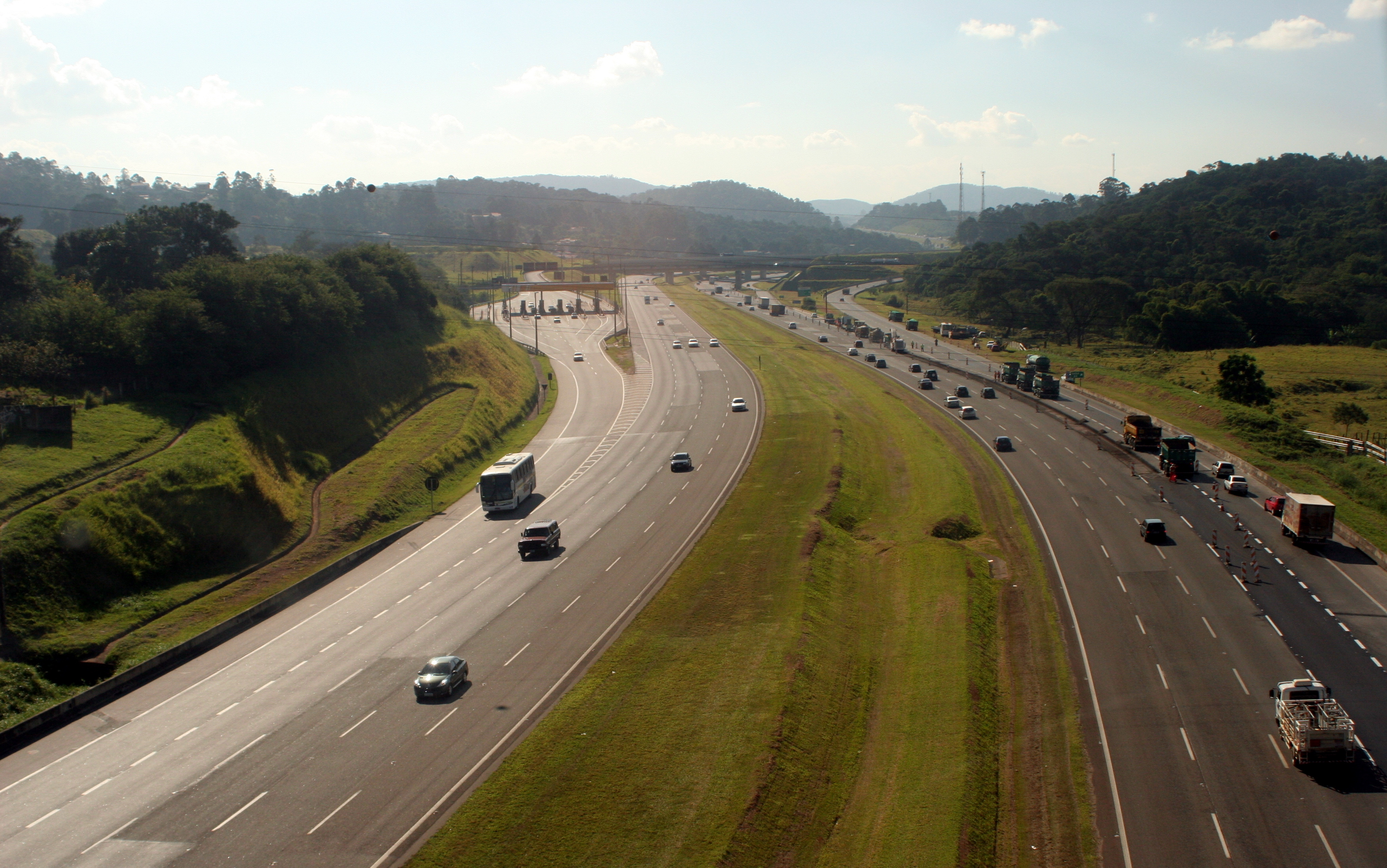
Rodovia dos Bandeirantes, Brésil

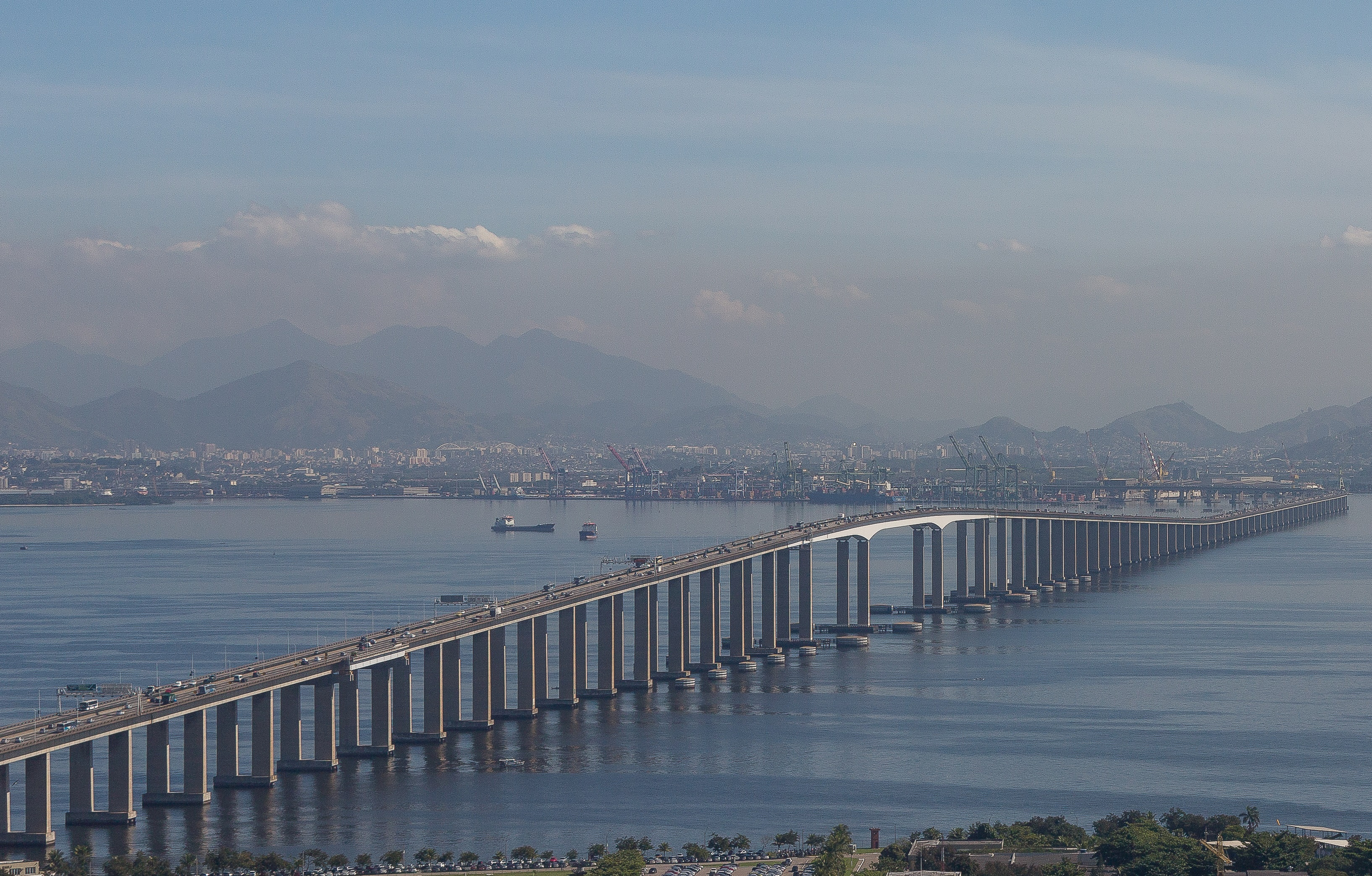
Pont Rio-Niterói

Le transport en Amérique du Sud se fait essentiellement en utilisant le mode routier, le plus développé de la région. Il existe également une infrastructure considérable de ports et aéroports. Le secteur ferroviaire et fluvial, bien qu'il ait du potentiel, est généralement traité de manière secondaire.
Le Brésil compte plus de 1,7 million de km de routes, dont 215 000 km sont revêtus, et environ 17 000 km sont voie rapide. Les deux autoroutes les plus importantes du pays sont BR-101 et BR-116.
En raison des Cordillère des Andes, Rivière Amazone et Forêt amazonienne, il y a toujours eu des difficultés à mettre en place des autoroutes transcontinentales ou biocéaniques. Pratiquement, la seule route qui existait était celle qui reliait le Brésil à Buenos Aires, en Argentine et plus tard à Santiago, au Chili. Cependant, ces dernières années, grâce à l'effort combiné des pays, de nouvelles routes ont commencé à émerger, comme le Brésil-Pérou (Pacific Highway) et une nouvelle autoroute entre le Brésil, le Paraguay, le nord de l'Argentine et le nord du Chili (Corridor biocéanique).

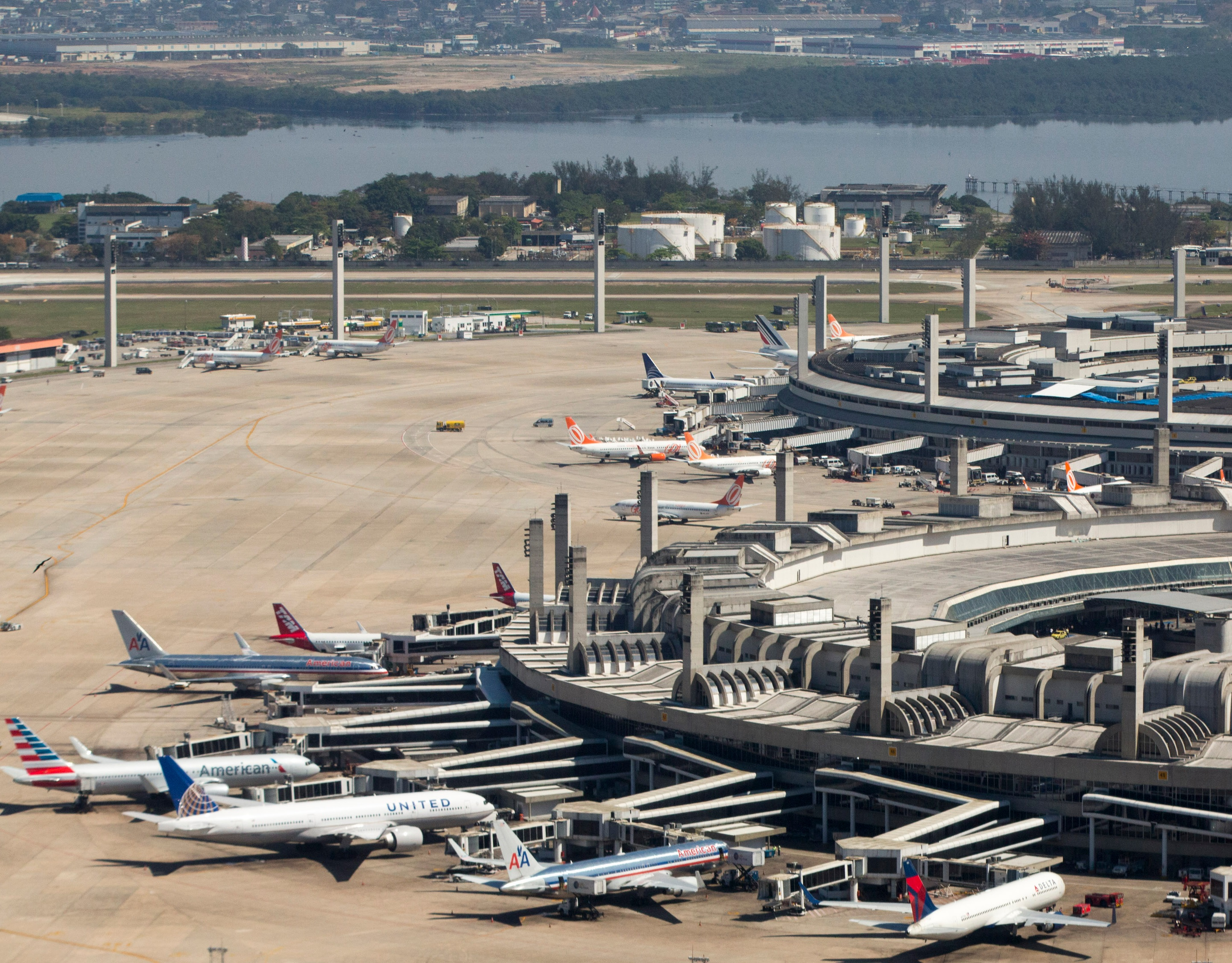
Aéroport international de Rio de Janeiro

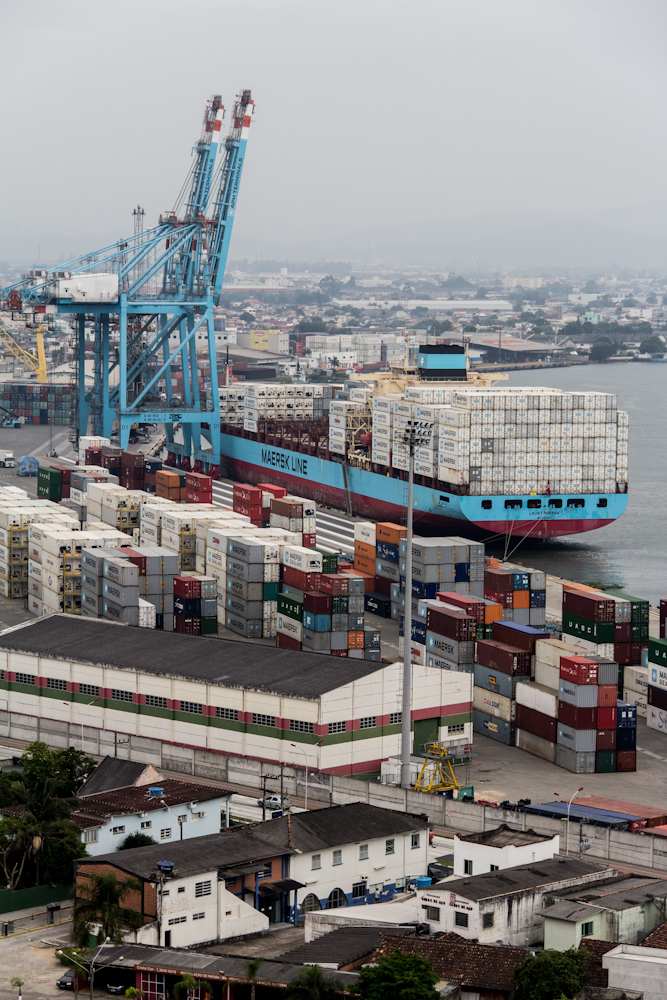
Port d'Itajaí, Santa Catarina, Brésil

Il y a plus de 2 000 aéroports au Brésil. Le pays possède le deuxième plus grand nombre d'aéroports au monde, derrière les États-Unis seulement. Aéroport international de São Paulo, situé dans la région métropolitaine de São Paulo, est le plus grand et le plus fréquenté du pays - l'aéroport relie São Paulo à pratiquement toutes les grandes villes du monde. Le Brésil compte 44 aéroports internationaux, tels que ceux de Rio de Janeiro, Brasília, Belo Horizonte, Porto Alegre, Florianópolis, Cuiabá, Salvador, Recife, Fortaleza, Belém et Manaus, entre autres. Les 10 aéroports les plus fréquentés d'Amérique du Sud en 2017 étaient : São Paulo-Guarulhos (Brésil), Bogotá (Colombie), São Paulo-Congonhas (Brésil), Santiago (Chili), Lima (Pérou), Brasilia (Brésil), Rio de Janeiro (Brésil), Buenos Aires-Aeroparque (Argentine), Buenos Aires-Ezeiza (Argentine) et Minas Gerais (Brésil).
À propos de ports, le Brésil possède certains des ports les plus fréquentés d'Amérique du Sud, tels que Port de Santos, Port de Rio de Janeiro, Port de Paranaguá, Port d'Itajaí, Port de Rio Grande, Port de São Francisco do Sul et Port de Suape. Les 15 ports les plus actifs d'Amérique du Sud sont : Port de Santos (Brésil), Port de Bahía de Cartagena (Colombie), Callao (Pérou), Guayaquil (Équateur), Buenos Aires (Argentine), San Antonio (Chili), Buenaventura (Colombie), Itajaí (Brésil), Valparaíso (Chili), Montevideo (Uruguay), Paranaguá (Brésil), Rio Grande (Brésil), São Francisco do Sul (Brésil), Manaus (Brésil) et Coronel (Chili).
Le réseau ferroviaire brésilien a une extension d'environ 30 000 kilomètres. Il est essentiellement utilisé pour transporter des minerais. En 2021, une nouvelle loi a été créée pour les chemins de fer, permettant la construction de chemins de fer par autorisation, comme cela se produit dans l'exploration d'infrastructures dans des secteurs tels que les télécommunications, l'électricité et les ports. Il est également possible d'autoriser l'exploration de tronçons non implémentés, inactifs, en cours de restitution ou de désactivation. Avec le changement de règles dans le secteur, en décembre 2021, il y avait déjà des demandes d'ouverture de 15 000 km de nouvelles voies, dans 64 demandes de mise en place de nouvelles voies ferrées. Neuf nouveaux chemins de fer avaient déjà été autorisés par le gouvernement fédéral, sur 3506 km de nouvelles voies,,.
Parmi les principales voies navigables brésiliennes, deux se distinguent : Hidrovia Paraná-Tietê (qui a une longueur de 2 400 km, 1 600 sur le fleuve Paraná et 800 km sur le fleuve Tietê, drainant la production agricole des États du Mato Grosso, du Mato Grosso do Sul, de Goiás et d'une partie de Rondônia, Tocantins et Minas General) et Hidrovia do Solimões-Amazonas (il comporte deux tronçons : Solimões, qui s'étend de Tabatinga à Manaus, avec environ 1 600 km, et Amazonas, qui s'étend de Manaus à Belém, avec 1 650 km. Le transport quasi intégral de passagers depuis la plaine amazonienne se fait par cette voie fluviale, en plus de pratiquement tout le transport de marchandises qui est dirigé vers les grands centres régionaux de Belém et Manaus). Au Brésil, ce transport est encore sous-utilisé : les tronçons fluviaux les plus importants, d'un point de vue économique, se trouvent dans le sud-est et le sud du pays. Sa pleine utilisation dépend toujours de la construction d'écluses, de grands travaux de dragage et, principalement, de ports permettant une intégration intermodale.

### La haute technologie

Sirius, accélérateur de particules de type synchrotron à Campinas.

- Le Brésil a pour ambition de se doter d'une technologie spatiale nationale. Il dispose du centre de lancement d'Alcântara, au nord-est du pays. Depuis 1997, le Brésil a connu plusieurs échecs, dont un ayant provoqué la mort de 21 techniciens en août 2003.

Le programme spatial a été maintenu et soutenu par les différents présidents sur cette période. Le 23 octobre 2004, une première fusée est lancée avec succès, et est restée quatre minutes en microgravité.
- Le Brésil possède aussi des compétences avancées dans le domaine médical (fabrication de médicaments génériques), le clonage d'animaux (naissance de la première vache clonée en 2001).
- Le Brésil affirme avoir mis au point dans son usine nucléaire de Angra dos Reis (État de Rio de Janeiro) sa propre filière d'enrichissement d’uranium 25 fois moins cher[réf. souhaitée] que celle utilisée aux États-Unis.

### Finances

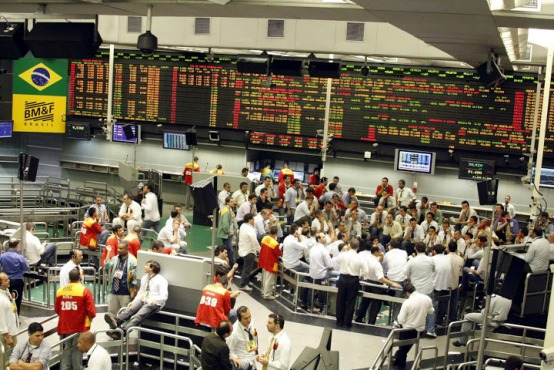
Bovespa, l'une des 20 plus grandes bourses du monde.

Sous la pression de la Banque mondiale, le Brésil réduit progressivement sa dette publique, qui est passée de 57 % en 2003 à 51 % en 2005. L'inflation est maîtrisée depuis 1994. L'assainissement de la situation budgétaire a conduit le Brésil à annoncer en mars 2005 qu'il n'aurait pas recours à un nouveau prêt du FMI.
Les taux d'intérêt demeurent cependant élevés : le taux directeur de la banque centrale brésilienne est de 11 % et les emprunteurs finaux peuvent être soumis à des taux de 25 %. Ces taux, qui montrent que les institutions financières craignent un retour des dérives, pèsent sur la croissance, qui oscille entre 0 et 5 % depuis le milieu des années 1990.
Si plusieurs économistes affirment que le pays ne sera pas vraiment affecté par la crise mondiale, néanmoins, en 2011, l'économie brésilienne ralentit notablement et la croissance décline pour s'établir à 2,7 % au lieu des 7,5 % de l'année précédente.

### Tourisme

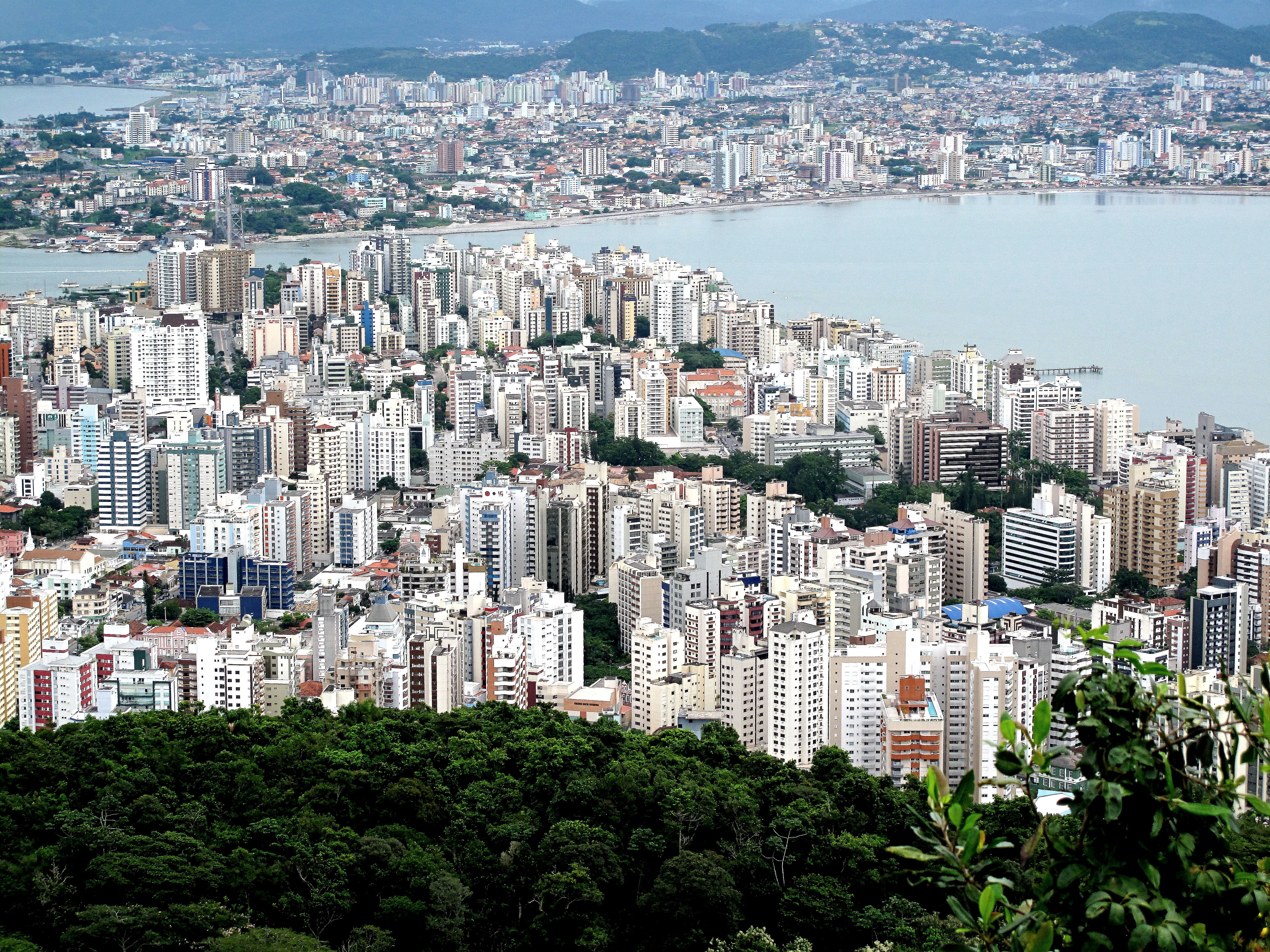
Florianópolis, la 2e destination touristique du pays, juste derrière Rio de Janeiro.

L'industrie touristique est en plein essor depuis vingt ans : grâce à son patrimoine naturel et culturel le Brésil attire chaque année un peu plus de 6,5 millions de visiteurs. En 2019, les villes les plus visitées par les touristes étrangers, à visée de loisirs, étaient : Rio de Janeiro, Florianópolis, Foz do Iguaçu, São Paulo, Armação dos Búzios, Salvador, Bombinhas, Angra dos Reis, Balneário Camboriú et Paraty. D'autres villes touristiques importantes sont : Ouro Preto, Bonito, Gramado, Campos do Jordão, Ubatuba, Arraial do Cabo, Guarapari, Guarujá, Caldas Novas, Aparecida et Bento Gonçalves,,,,,,,,,,.

### Corruption
L'une des plus importantes affaires de corruption au Brésil concerne l'entreprise Odebrecht. Depuis les années 1980, celle-ci a dépensé plusieurs milliards de dollars sous forme de pots-de-vin afin de soudoyer des parlementaires pour qu’ils votent des mesures favorables au groupe. Au niveau municipal, la corruption exercée par Odebrecht visait à « stimuler les privatisations », notamment dans la gestion de l’eau et des égouts.

## Chiffres clés
- Population active : 103,6 millions (2010)[184].
- Population active par secteur : Services 66 %, Industrie 14 %, Agriculture 20 % (2003).
- Nombre d'entreprises enregistrées : 4 679 825 (2001).
- PIB : 2 510 milliards $US (2011).
- PIB/hab. : 10 957 $ (2013)[185].
- Revenu/hab. : 8500,41 $US (2006).
- Excédent budgétaire : + 4,5 % du PIB (2004).
- Croissance : + 5,4 % (2007).
- Inflation : 6,56 % (2014).
- Chômage : 6,0 % (estimation 2012).
- Salaire minimal : 680 reais par mois (2012).
- Dette publique extérieure : 15 % du PIB (2010).
- Exportations : 250,8 milliards $US (2011)[184].
- Importations : 219,6 milliards $US (2011)[184].
- Solde : excédent de US$ 40,0 milliards $US (2007).
- IDH (indice de développement humain) : 0,754 (2021)[2].
- Taux directeur de la Banque centrale : 8,75 % (mars 2010).
- Nombre de journaux quotidien : 29,867 (par 1000 habitants) (2007).
- Lignes de téléphone : 83,8 millions (Anatel 2012).
- Téléphones portables : 220 millions (Anatel 2012).
- Postes de radio : 81 millions (en 2012).
- Postes de télévision : 56,5 millions (2012).
- Abonnement de télévision : 23,1 millions (2012) (câble et MMDS).
- Utilisateurs d'Internet : 80 millions (2012).
- Nombre de fournisseurs d'accès Internet : 1,700 (Teleco 2008).
- Nombre d'ordinateurs personnels : 19,3 millions (2004).
- Routes : 1 724 929 millions de kilomètres (dont 94 871 km goudronnés) (2000).
- Voies ferrées : 38 555 km (2010).
- Voies navigables : 50 000 km.
- Nombre d'aéroports : 3 803 (dont 677 avec des pistes goudronnées) (2003).
- Nombre d'héliports : 618 (2011).
- Nombre de médecins (% hab.) : 1,69 % (2006)[185].
- Analphabétisme (hommes) : 10,2 % (2007)[185].
- Analphabétisme (femmes) : 9,8 % (2007)[185].
- Niveau d'inflation : 6,21 % (2013).